# Ford Explorer
Der Ford Explorer ist ein Sport Utility Vehicle des amerikanischen Autoherstellers Ford. In Japan und den USA wurde die erste Generation auch als Mazda Navajo verkauft (nur Dreitürer).

## Erste Generation (1990–1995)
Seit dem 15. März 1990 wird der Ford Explorer in den USA verkauft.
Der Ford Explorer war sowohl zweitürig wie auch viertürig erhältlich. Er baute auf dem gleichen Kastenrahmen und dem Fahrwerk auf wie sein Vorgängermodell, der Ford Bronco II. Mit 4,43 Meter Länge und 1,78 Meter Breite war der Explorer um einiges schwerer als der Bronco II, weshalb auch ein stärkerer Motor notwendig wurde. Der V6-Motor, im Kölner Ford-Motorenwerk in Deutschland produziert, wurde dafür einer Überarbeitung unterzogen und wies im Explorer vier Liter Hubraum mit ca. 116 kW auf.
In der Ausstattungsliste waren alle Optionen erhältlich, um den Explorer zu einem luxuriösen Automobil aufzurüsten: Automatikgetriebe, Touch-Drive-Allradsystem, Lederausstattung, Klimaanlage, Stereoanlage, elektrische Fensterheber und Sitze, Zentralverriegelung, Geschwindigkeitsregelanlage etc. Das Topmodell stellte der Explorer Eddie Bauer dar.

Die Breite des Modellangebots und damit verbunden eine ebenso große Zielgruppe waren ein wesentlicher Grundstein seines überragenden Markterfolges. Vom einfach ausgestatteten zweitürigen Explorer ohne Allradantrieb mit Handschaltung als „Einkaufswagen“ für die Familie bis hin zum luxuriös ausgestatteten Luxus-Fahrzeug für den Börsenmakler – für alle Bedürfnisse gab es ein passendes Modellangebot.

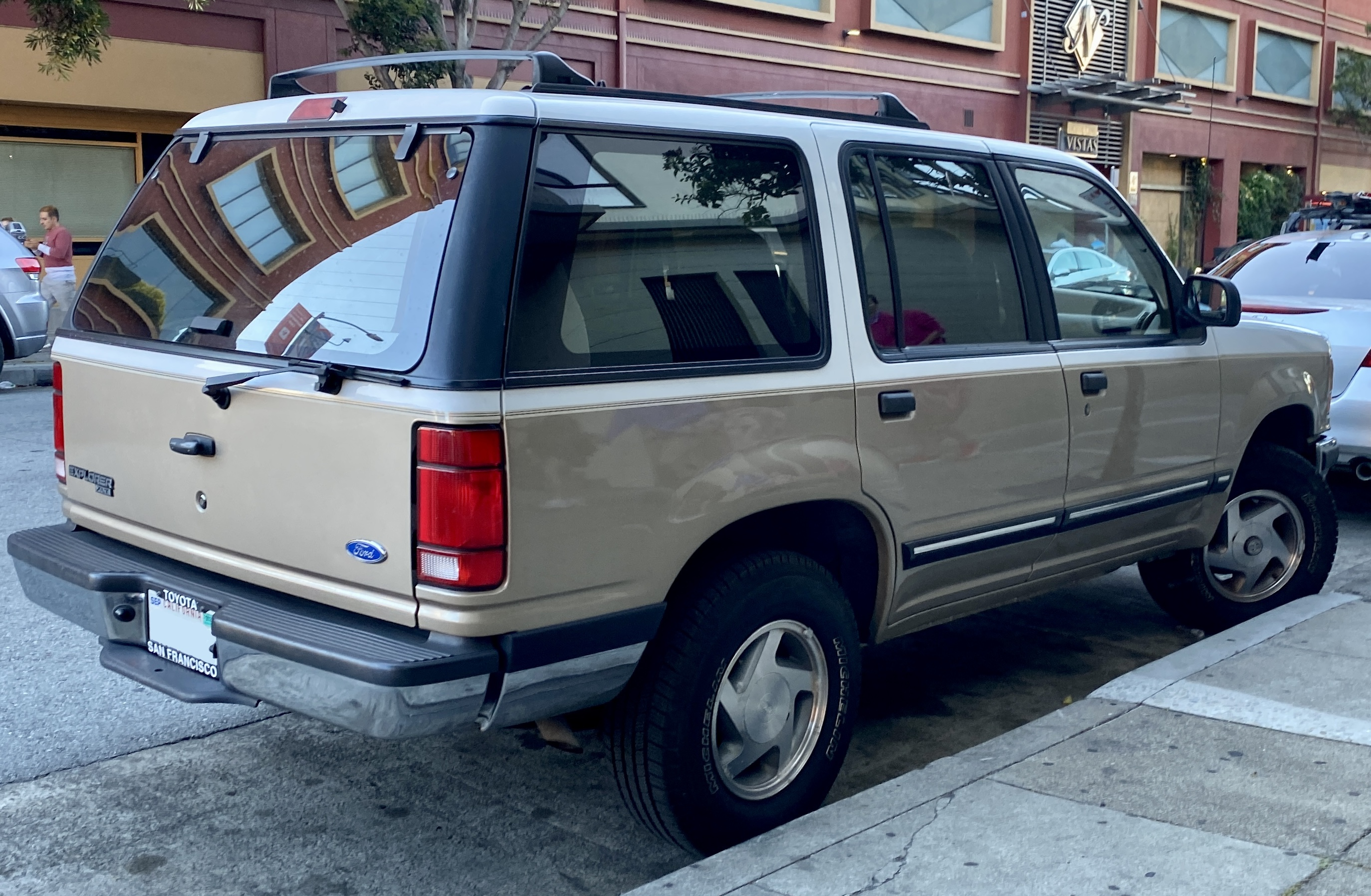
Heckansicht
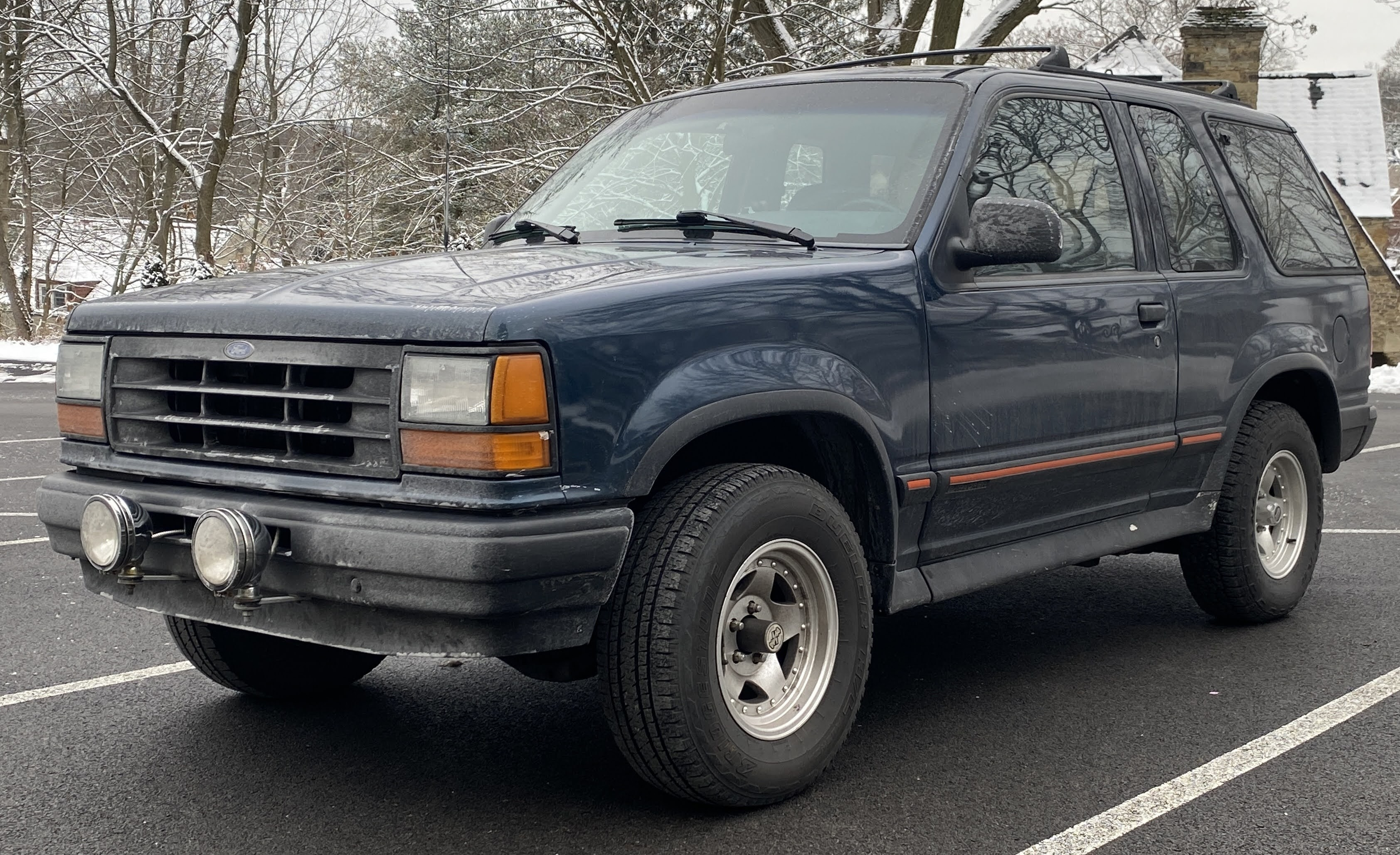
Ford Explorer Sport
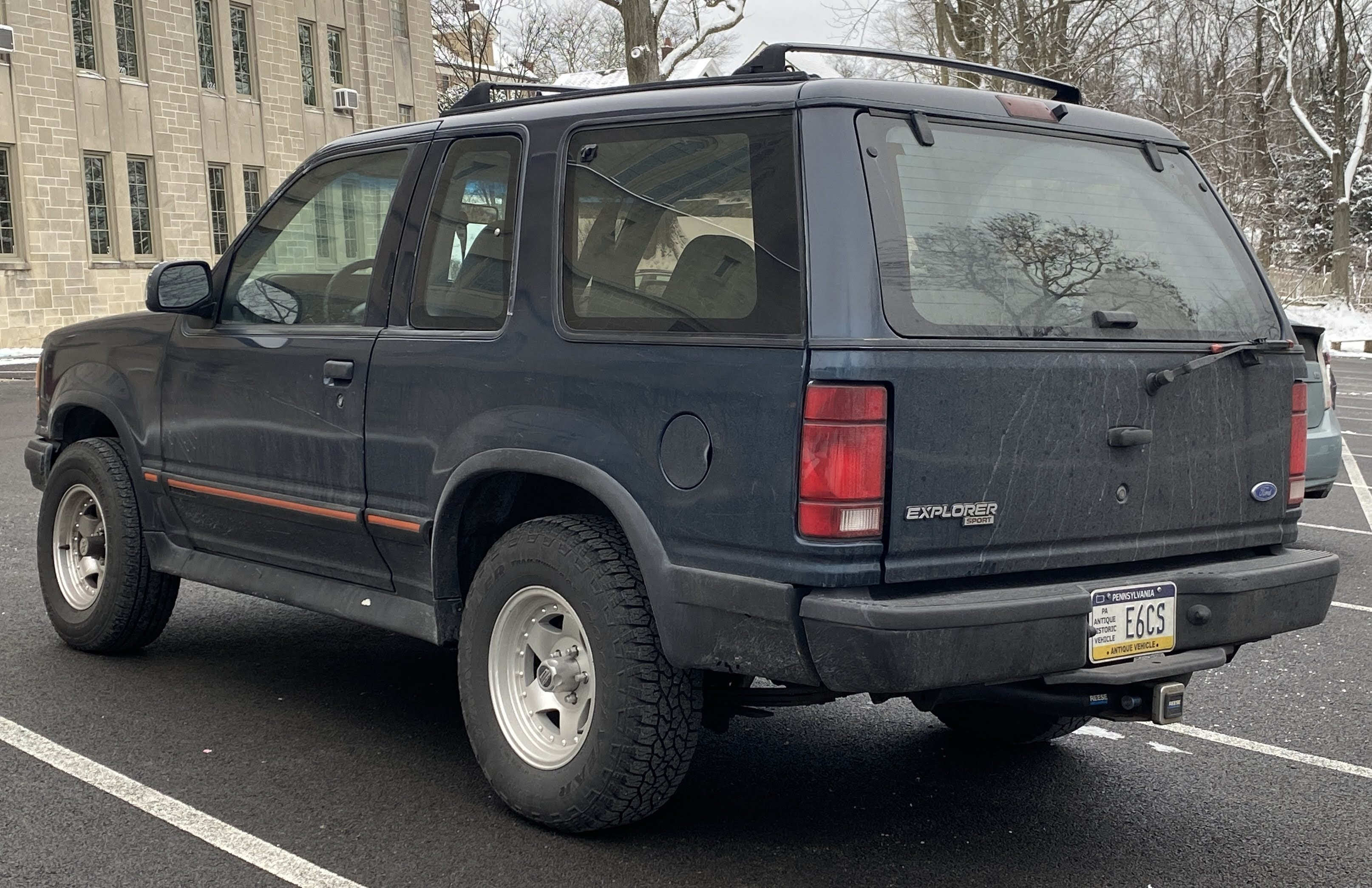
Heckansicht
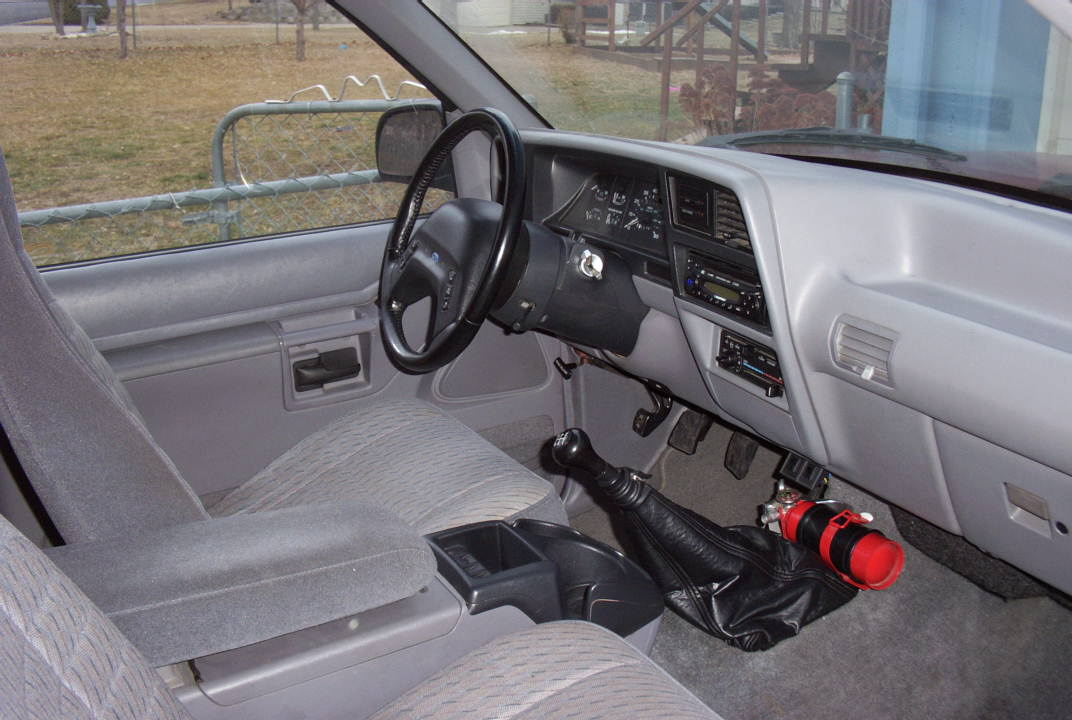
Interieur
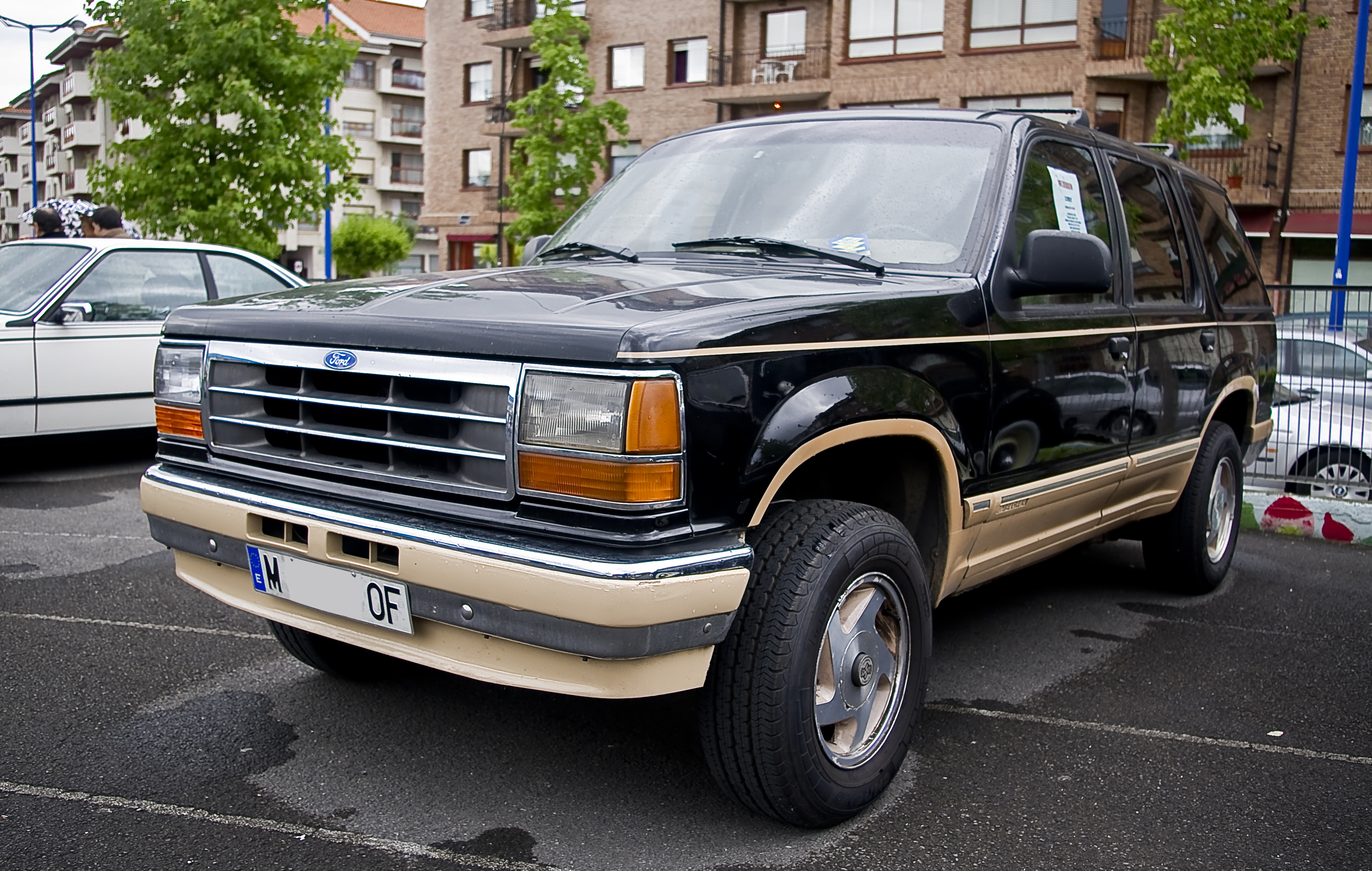
Ford Explorer Eddie Bauer
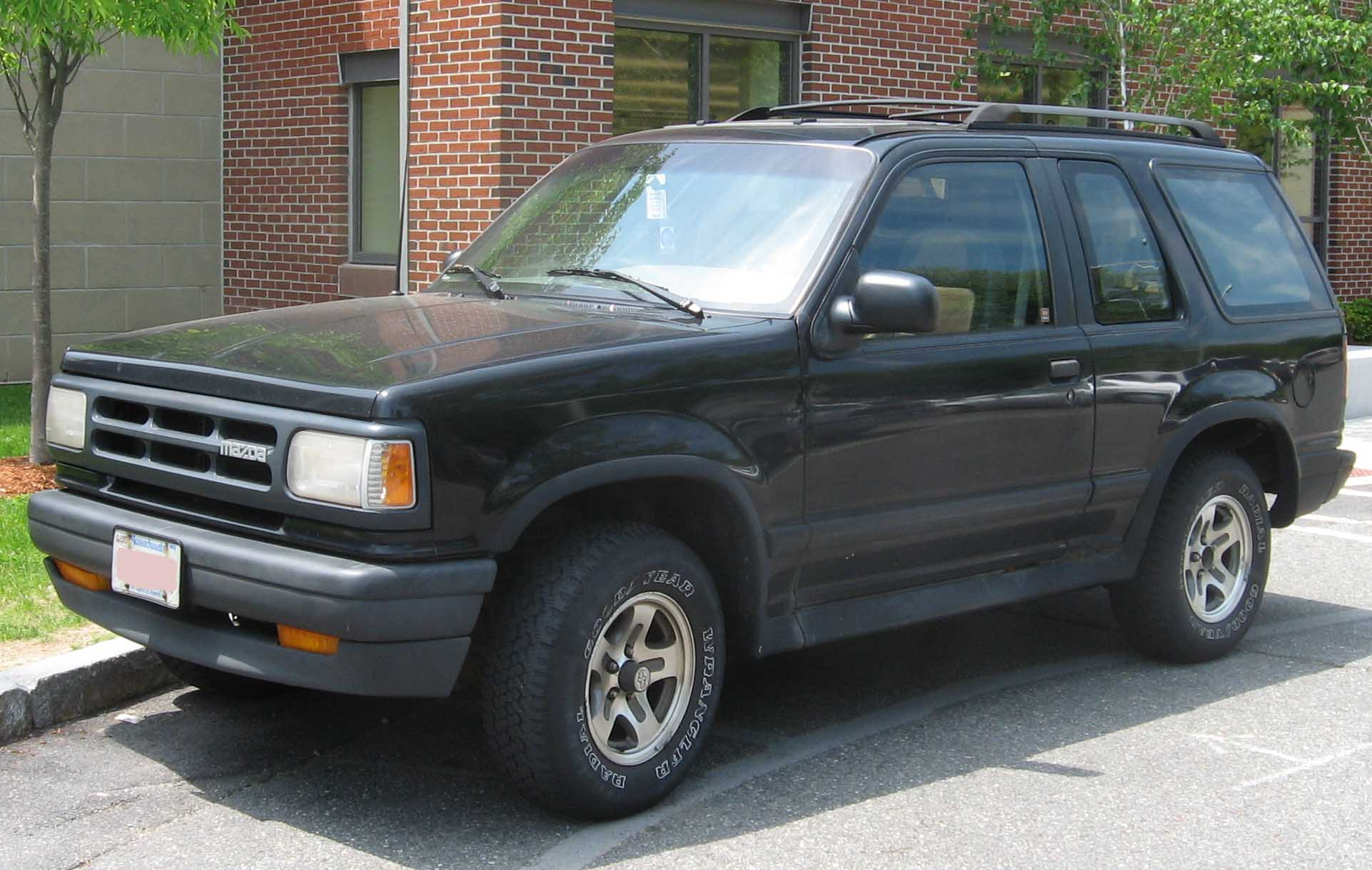
Mazda Navajo

### Europa-Version
Ford versuchte, sein Erfolgsmodell auch nach Europa zu exportieren, wo der Ford Explorer ab 1993 in einer Europa-Version ausschließlich in gehobener Ausstattung angeboten wurde. In Deutschland zielte der Explorer auf das seinerzeit noch kleine Marktsegment luxuriöser Geländewagen. Der einzige angebotene Motor war ein 4-Liter-V6-Benziner mit 121 kW (165 PS). Eine Diesel-Version war nicht erhältlich.
Ein Problem ergab sich beim Allradantrieb möglicherweise dadurch, dass nach Deaktivierung des Allradantriebs das Fahrzeug mindestens eine Wagenlänge gegen seine letzte Fahrtrichtung gefahren werden musste, damit sich die Freilaufnaben gänzlich entriegelten – was allerdings auch bei anderen Allradfahrzeugen dieser Baujahre zu beobachten war (z. B. bei Pickups von Nissan, Toyota, Mitsubishi und anderen).
In vielen dieser Fahrzeuge ist hinter der linken Sonnenschutzblende eine Anleitung angebracht worden, die leider nur unzureichend bzw. missverständlich auf diesen Umstand hingewiesen hat, was häufig zu Schäden an den Freilaufnaben führte.

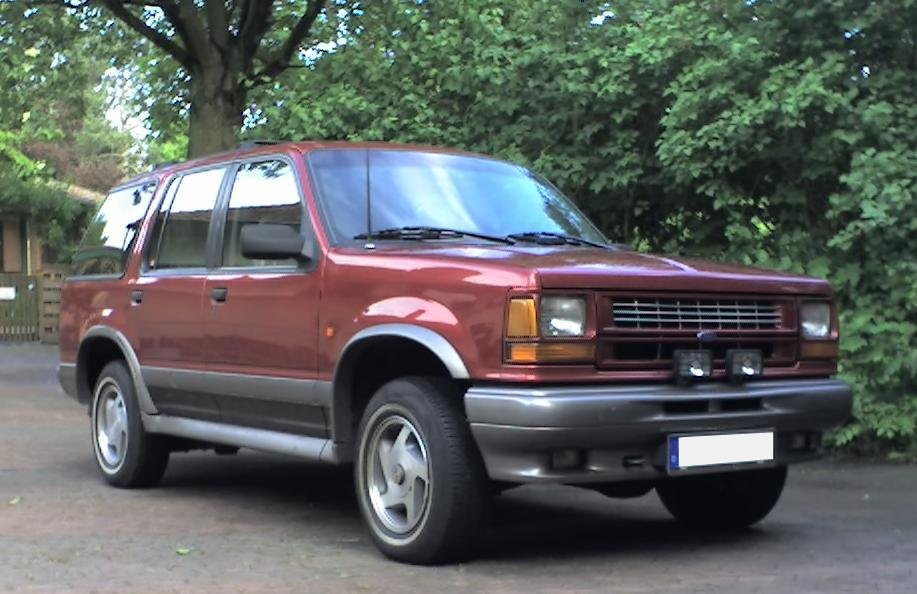
Ford Explorer (1993–1995)
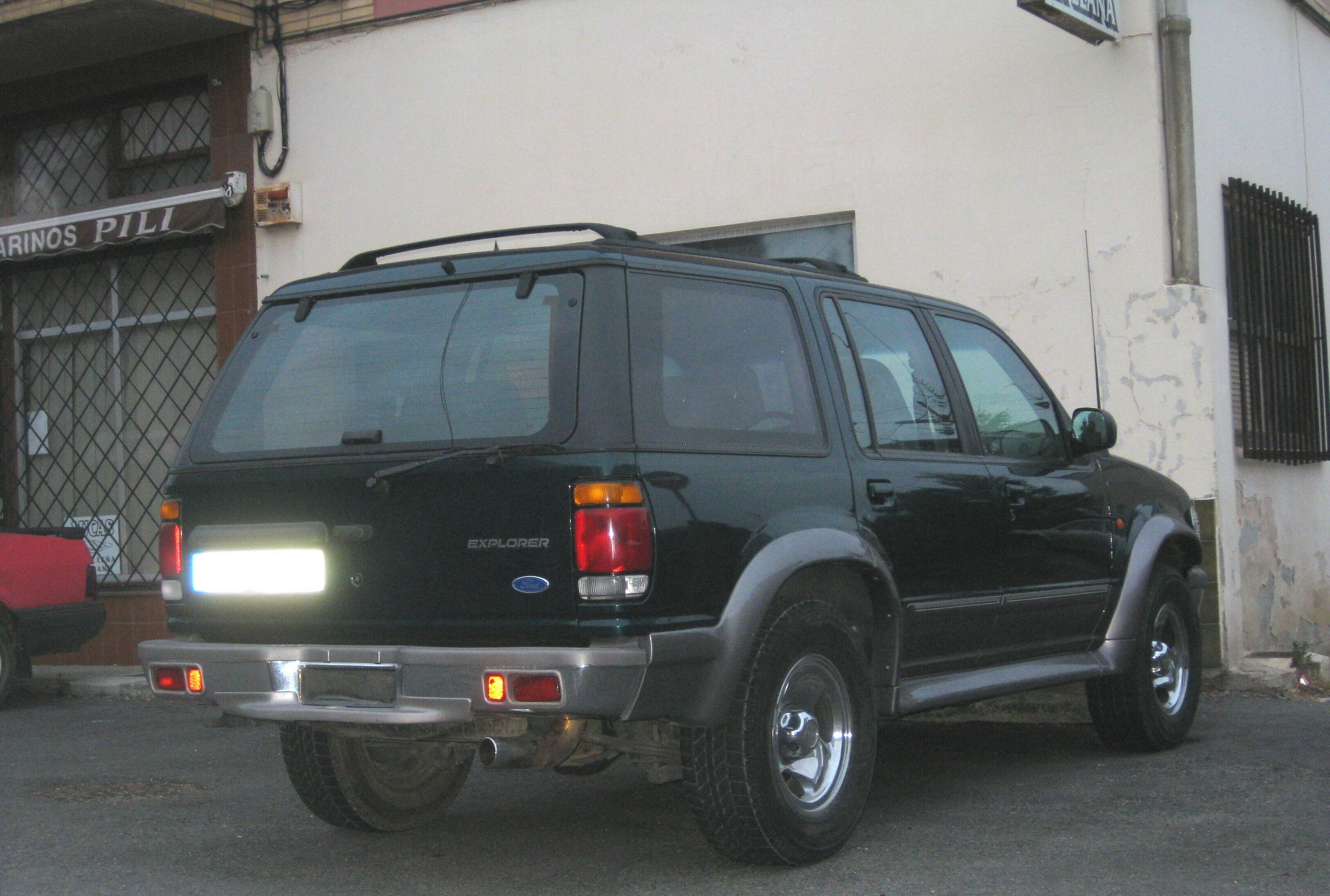
Heckansicht

## Zweite Generation (1995–2001)
1995 startete die zweite Modellgeneration. Der Explorer war in technischer Hinsicht stark überarbeitet worden und erhielt ein neues Styling. Die Gesamtlänge des überarbeiteten Explorer betrug nun 4,78 Meter (in der viertürigen Version). Neben einer neuen, aerodynamischeren Frontpartie war auch der Innenraum neu gestaltet und das Armaturenbrett hinsichtlich Ergonomie und Design an weltweite PKW-Standards angeglichen worden.
Durch eine neue vordere Einzelradaufhängung wurde eine deutliche Verbesserung des Fahrkomforts erreicht. Die Hinterachse mit Blattfedern blieb hingegen unverändert. Das Schneckenrollenlenkgetriebe wich einer präziseren Zahnstangenlenkung. Auch der Allradantrieb wurde modernisiert und schaltete sich nun (als weltweite Innovation) automatisch zu, für den Fall, dass die Hinterräder an Traktion verlieren sollten. Weitgehend unverändert blieb der Vierliter-V6 aus Köln, der nun 115 kW (156 PS) leistete.
Der neue Ford Explorer war ein noch größerer Verkaufserfolg als das Vorgängermodell. In den USA und weltweit entwickelte er sich zum meistverkauften Geländewagen. In den USA wurde der Explorer ab 1996 optional auch mit einem 5,0-Liter-V8-Motor (154 kW/210 PS) ausgerüstet.
1997 wurde der 4,0-Liter-V6-Motor mit 115 kW (OHV) durch eine stärkere Variante (SOHC) ergänzt, die in Köln entwickelt und auch gebaut wurde. Das Aggregat leistete mit je einer obenliegenden Nockenwelle pro Zylinderkopf 152 kW (206 PS) und verfügte über modernstes Motorenmanagement in Verbindung mit einem weiterentwickelten Automatikgetriebe mit nun 5 Gängen. Das Basis-Triebwerk mit 115 kW entfiel bald für den deutschen Markt, wurde in den USA aber bis 2001 weiter angeboten. In Deutschland wurde vorwiegend der 4,0 Liter V6 mit 152 kW verkauft.
1998 erfolgten Retuschen am Heck und 1999 an der Front (u. a. mit runden Zusatzscheinwerfern in den vorderen Stoßfängern). Grundsätzlich blieb der Explorer während seiner Bauzeit vom Charakter her jedoch weitgehend unverändert. Der Verkauf in Europa endete 2001.

Aufmerksamkeit erregte Ford 2001 mit einer Affäre, bei der es sich um beim Explorer verwendete Firestone-Reifen handelte, die bei hoher Geschwindigkeit zu platzen drohten. Es gab Unfälle mit insgesamt über 174 Todesfällen und zahlreichen Verletzten, bis Ford reagierte und das Reifenfabrikat wechselte.

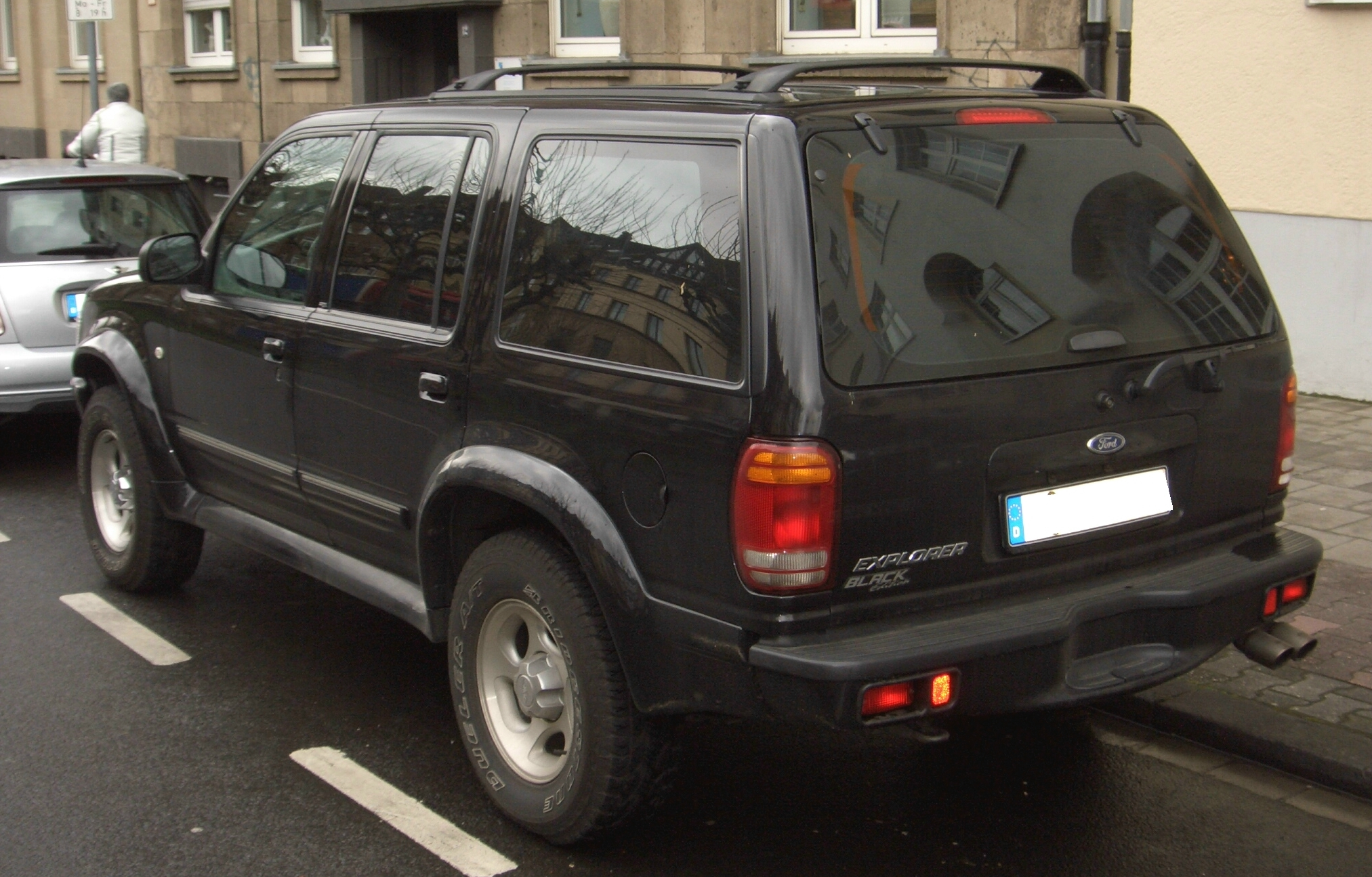
Heckansicht EU-Modell
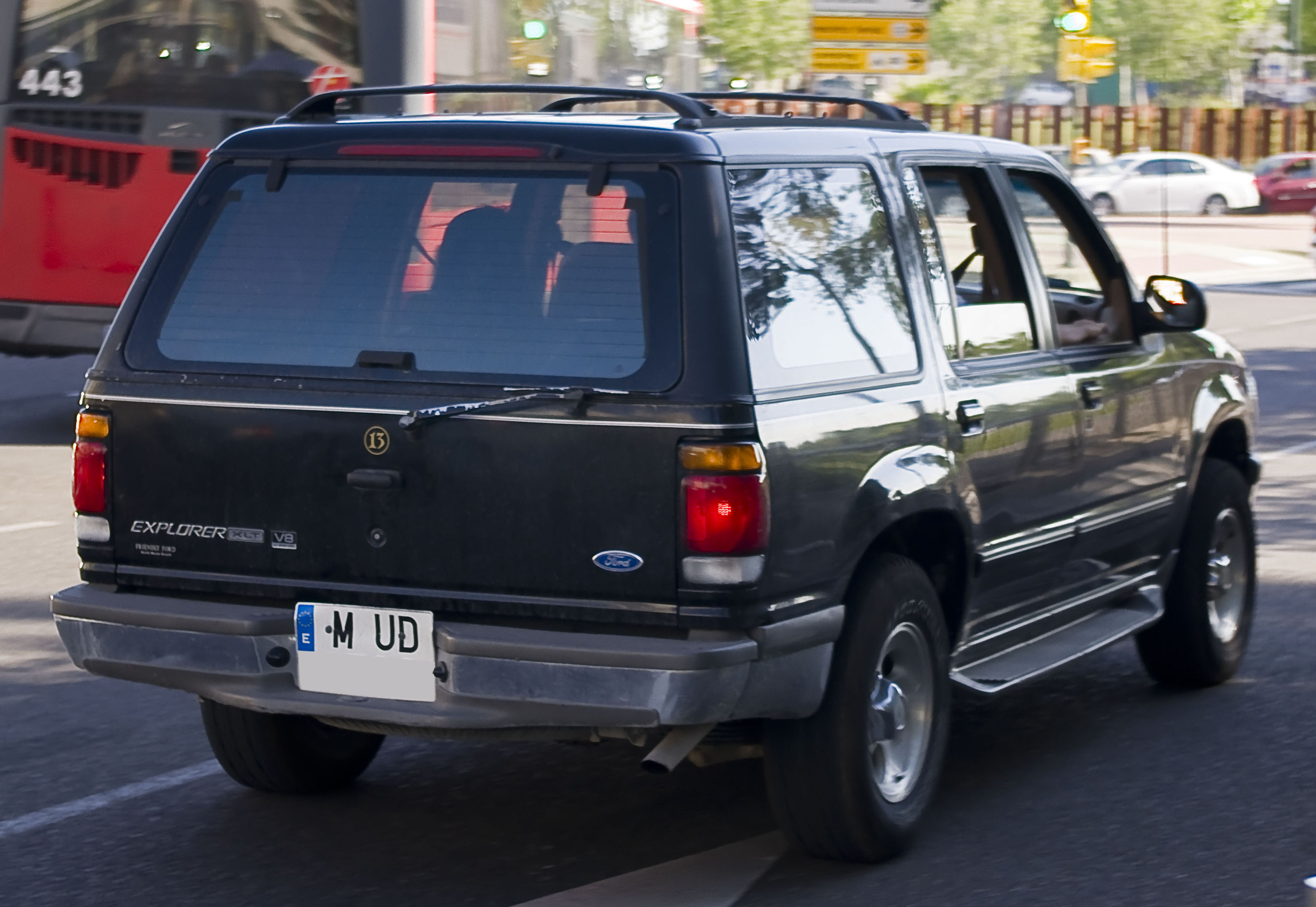
Heckansicht US-Modell
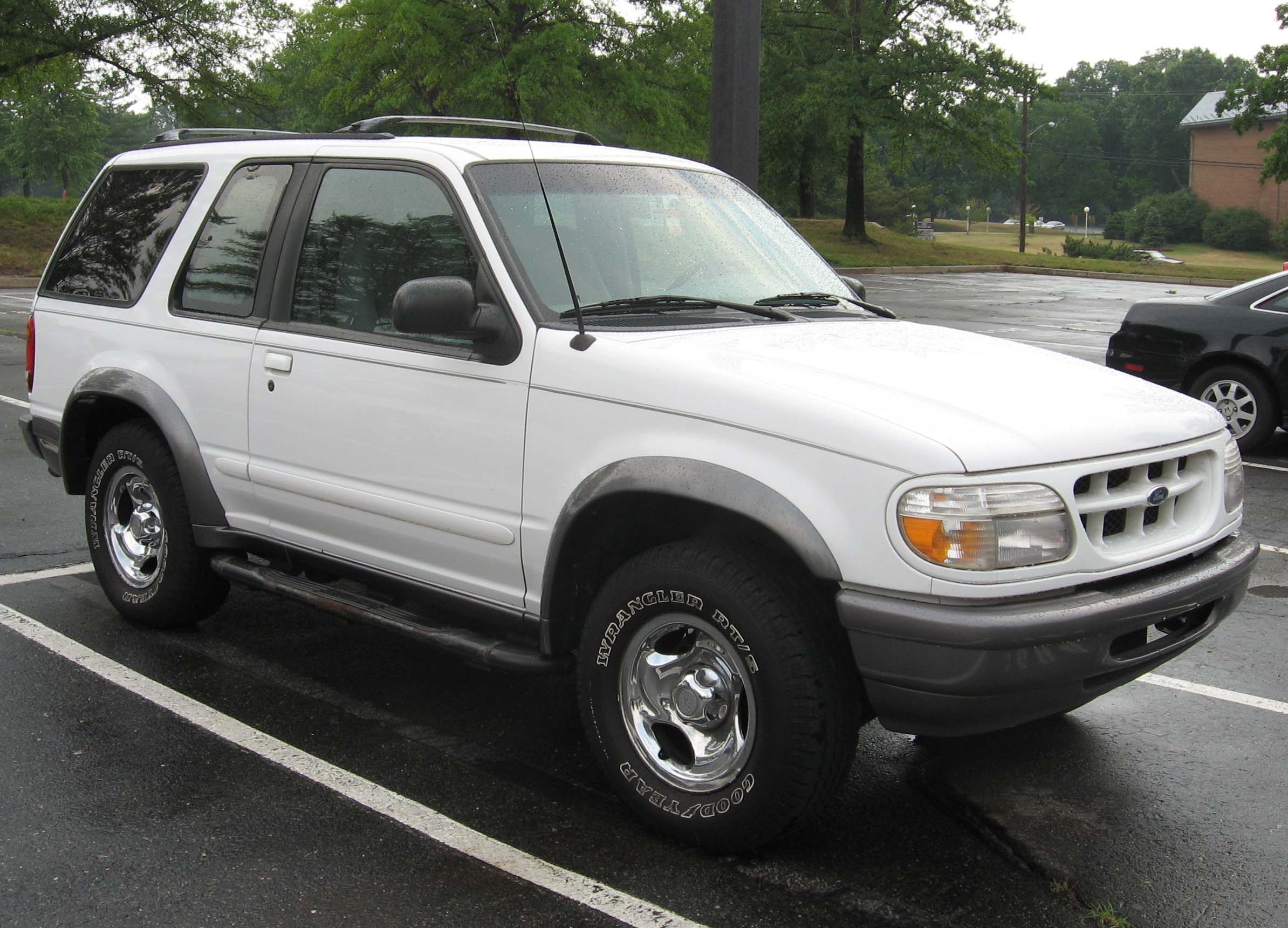
Ford Explorer Sport
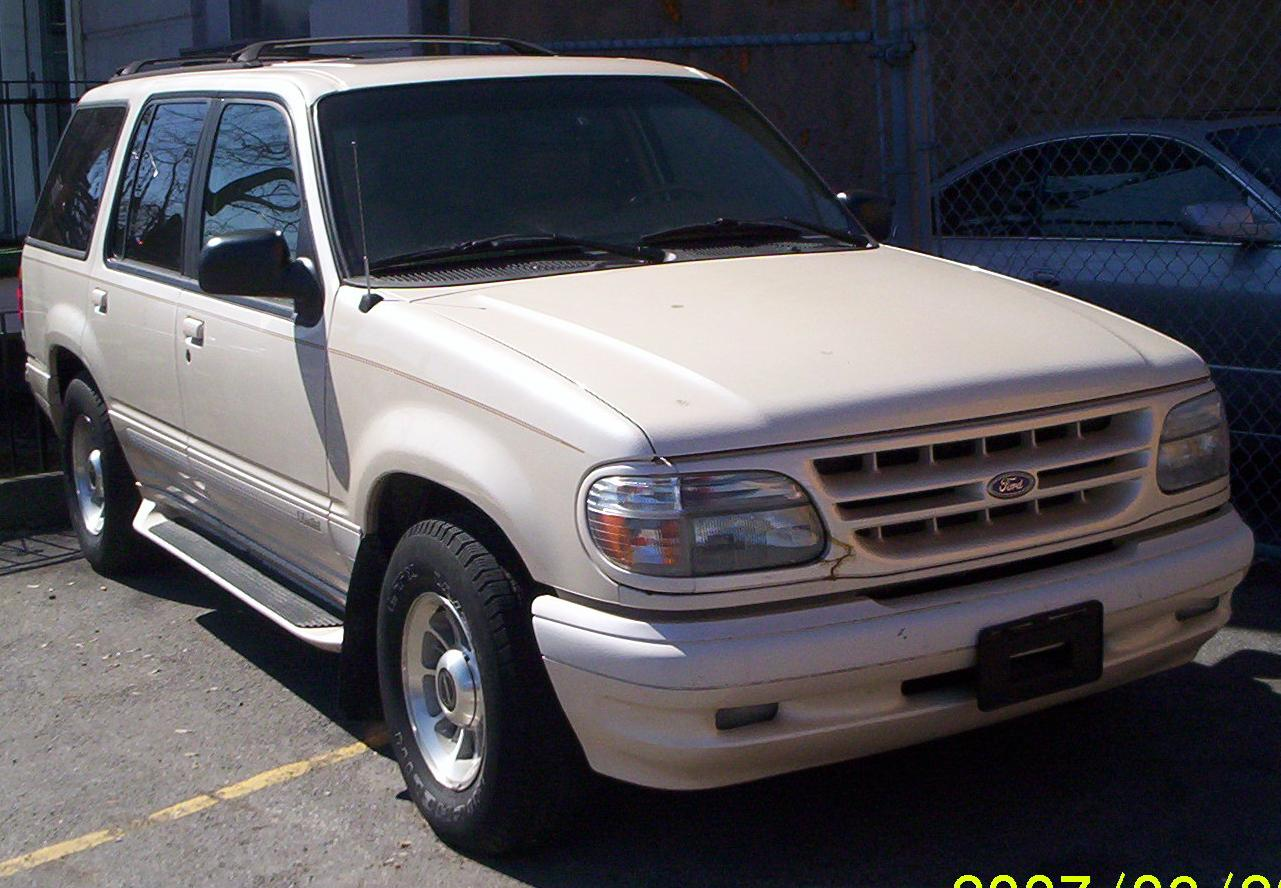
Ford Explorer Limited
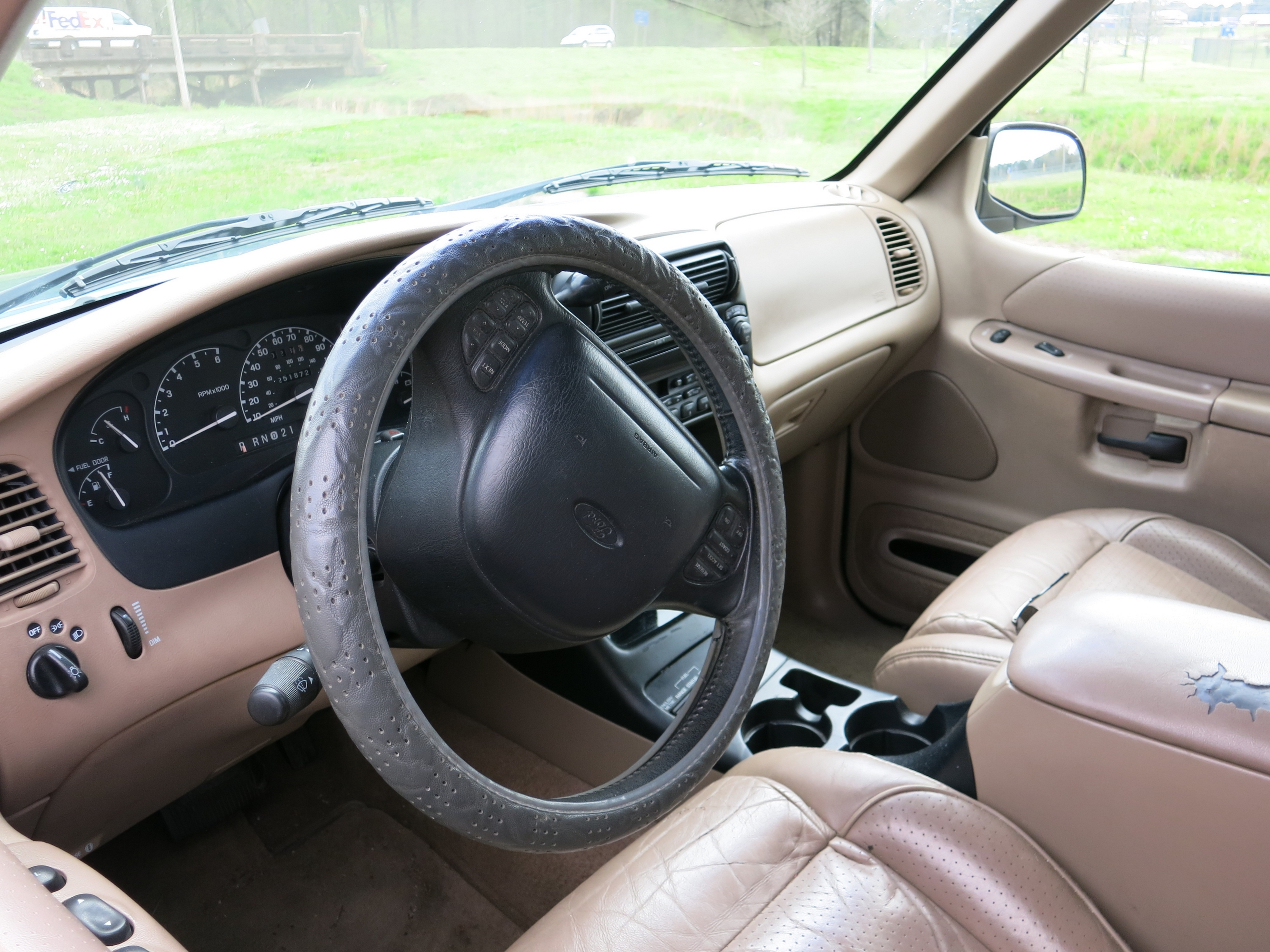
Innenraum Ford Explorer Eddie Bauer

## Dritte Generation (2001–2005)
Im Herbst 2001 erlebte der Explorer in den USA einen weiteren Modellwechsel. Das Fahrzeug der dritten Generation verfügte weiterhin über einen Kastenrahmen, bot aber nun mehr Platz und optional eine dritte Sitzreihe. Der dreitürige Explorer Sport und der Explorer Sport Trac behielten die Architektur der zweiten Generation bei. Der Dreitürer wurde 2003 ersatzlos eingestellt.

Außerdem erhielt der Explorer rundum eine neue Einzelradaufhängung und hinsichtlich des Motorenangebots einen überarbeiteten Vierliter-V6-Motor sowie einen neuen V8-Motor aus Leichtmetall.

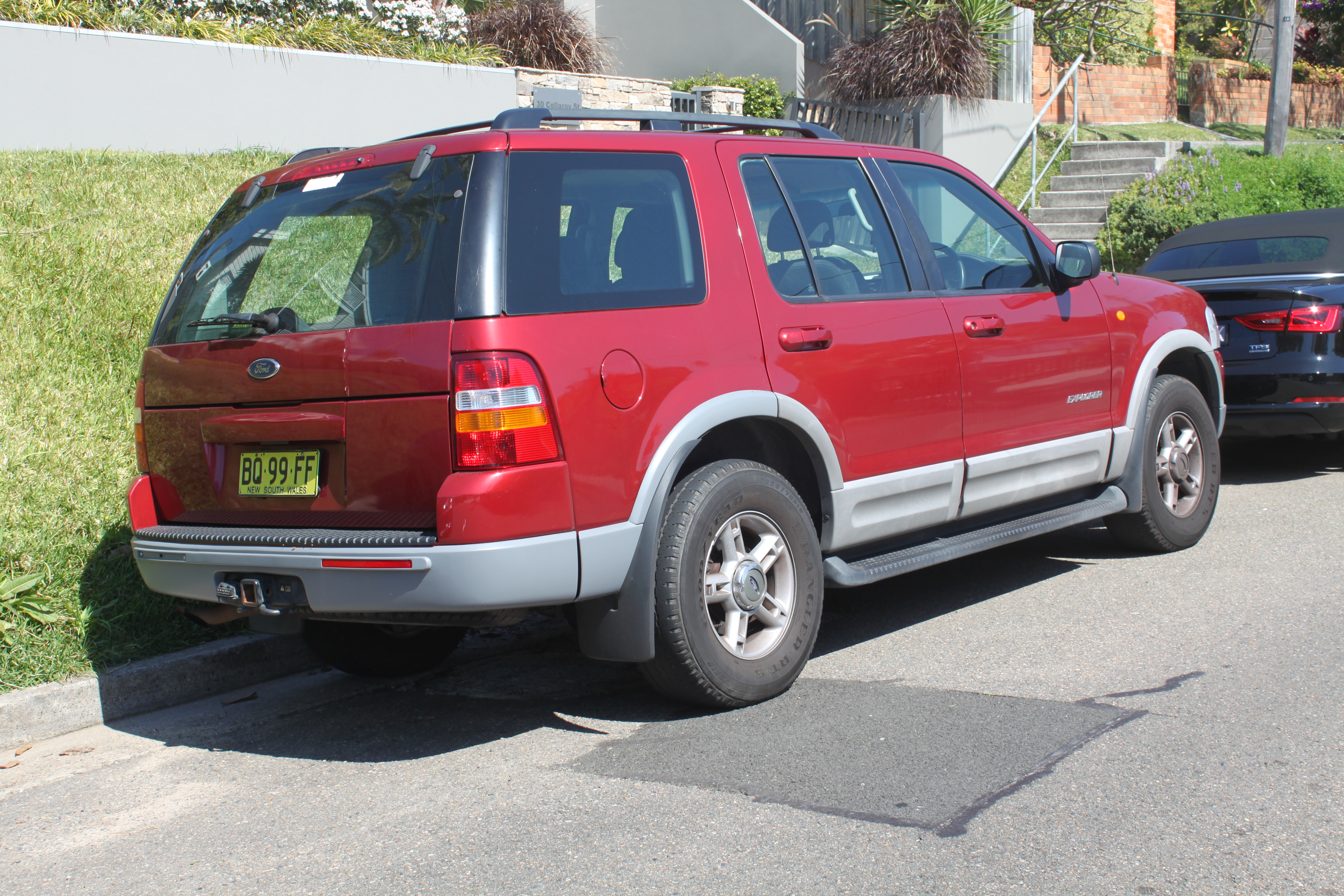
Heckansicht
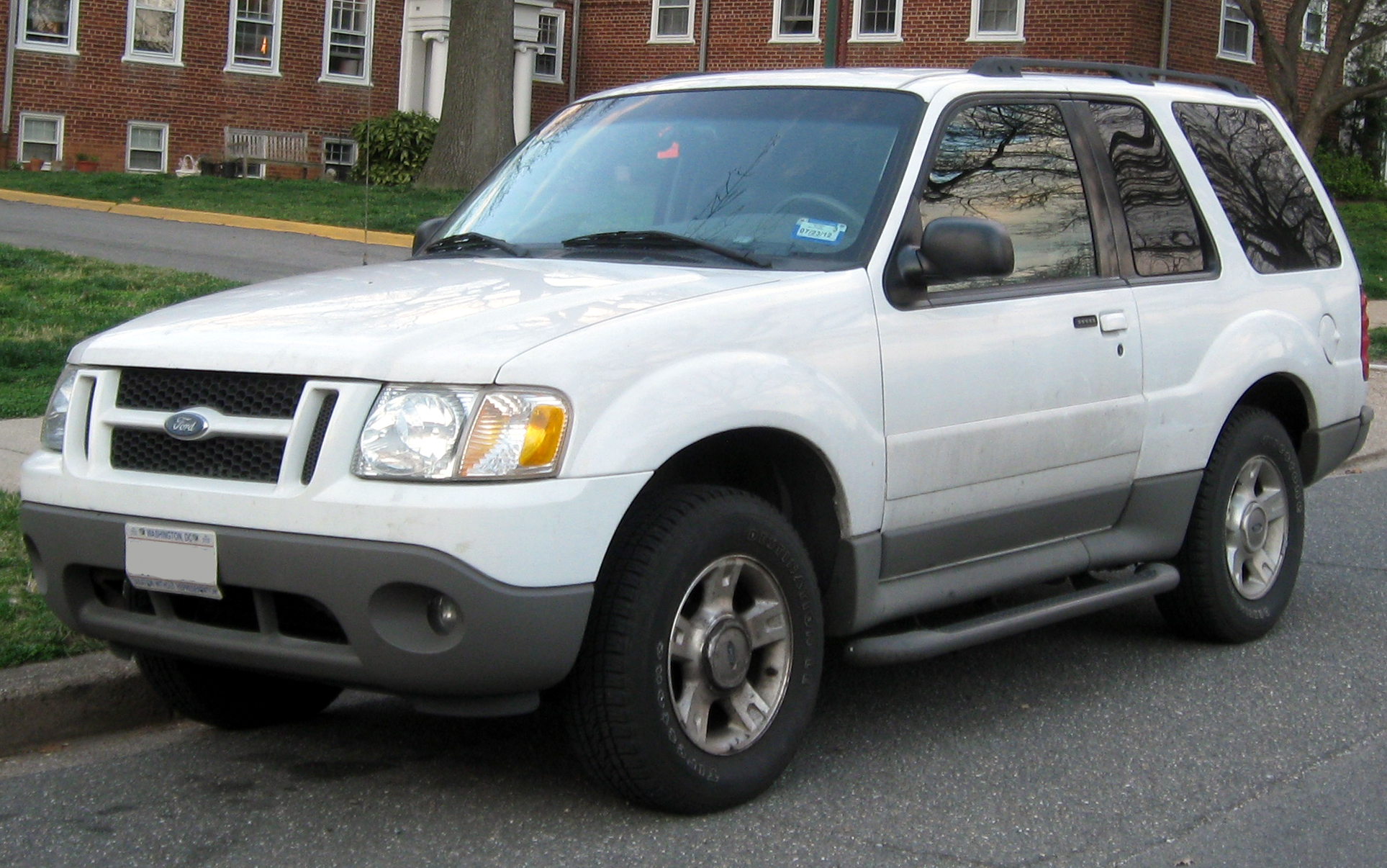
Ford Explorer Sport (2001–2003)
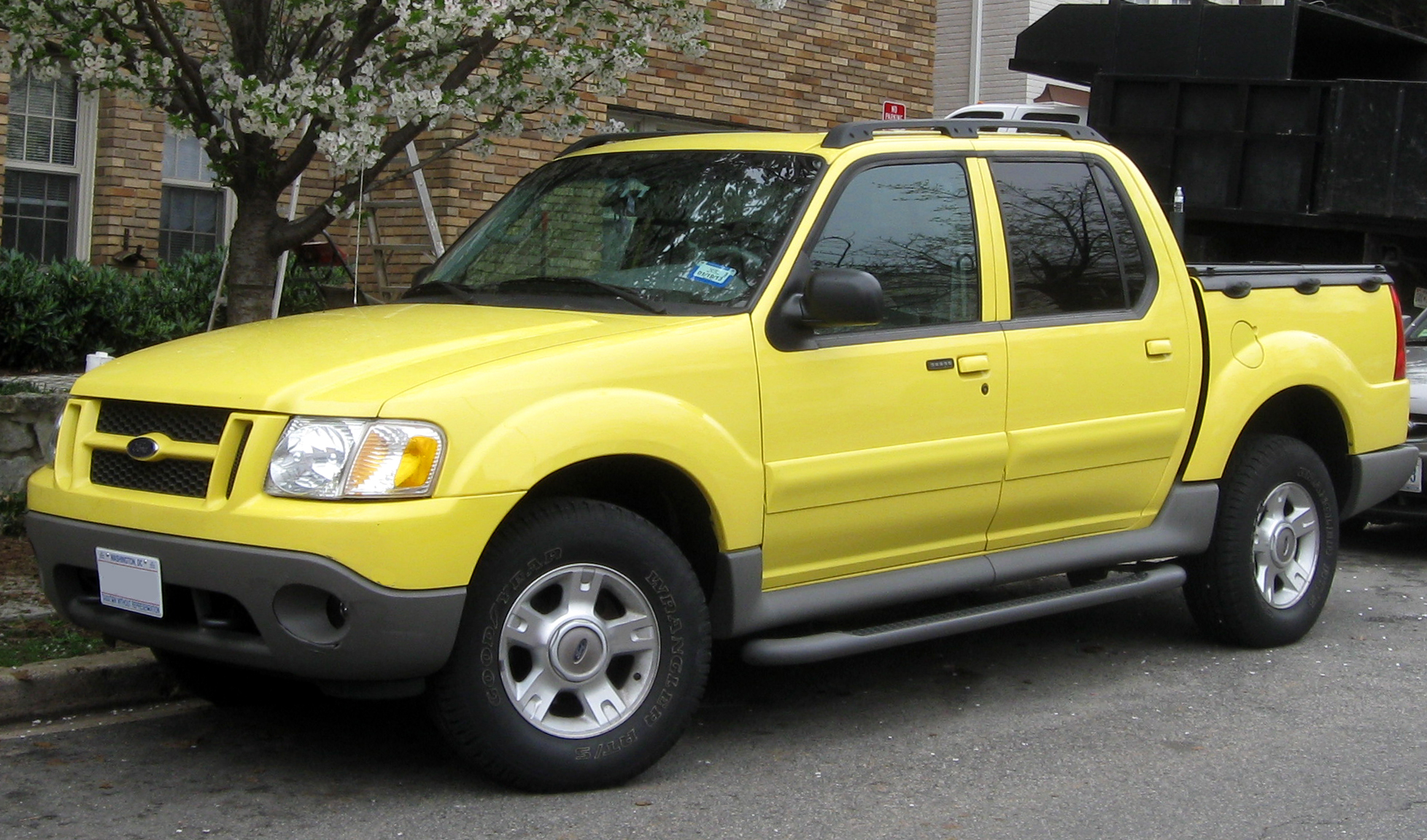
Ford Explorer Sport Trac

## Vierte Generation (2005–2010)
Im Spätsommer 2005 gab es für den Ford Explorer ein Facelift. Die rechtsgelenkte Variante für einzelne Exportmärkte (wie Australien) entfiel; dort wurde mit dem Ford Territory nunmehr ein eigenständiges, in Australien gebautes Modell angeboten.

In den Jahren 2005 und 2006 ging der Absatz des Ford Explorer in den USA deutlich zurück. Statt der in den USA als „Sport Utility Vehicle“ bezeichneten Geländewagen verlagerte sich die Nachfrage auf SUVs im europäischen Sinne; in den USA „Crossover Sport Utility Vehicle“ genannt, da sie ähnliche Eigenschaften wie SUVs bieten, aber kompakter und leichter sind und somit weniger Benzin verbrauchen.

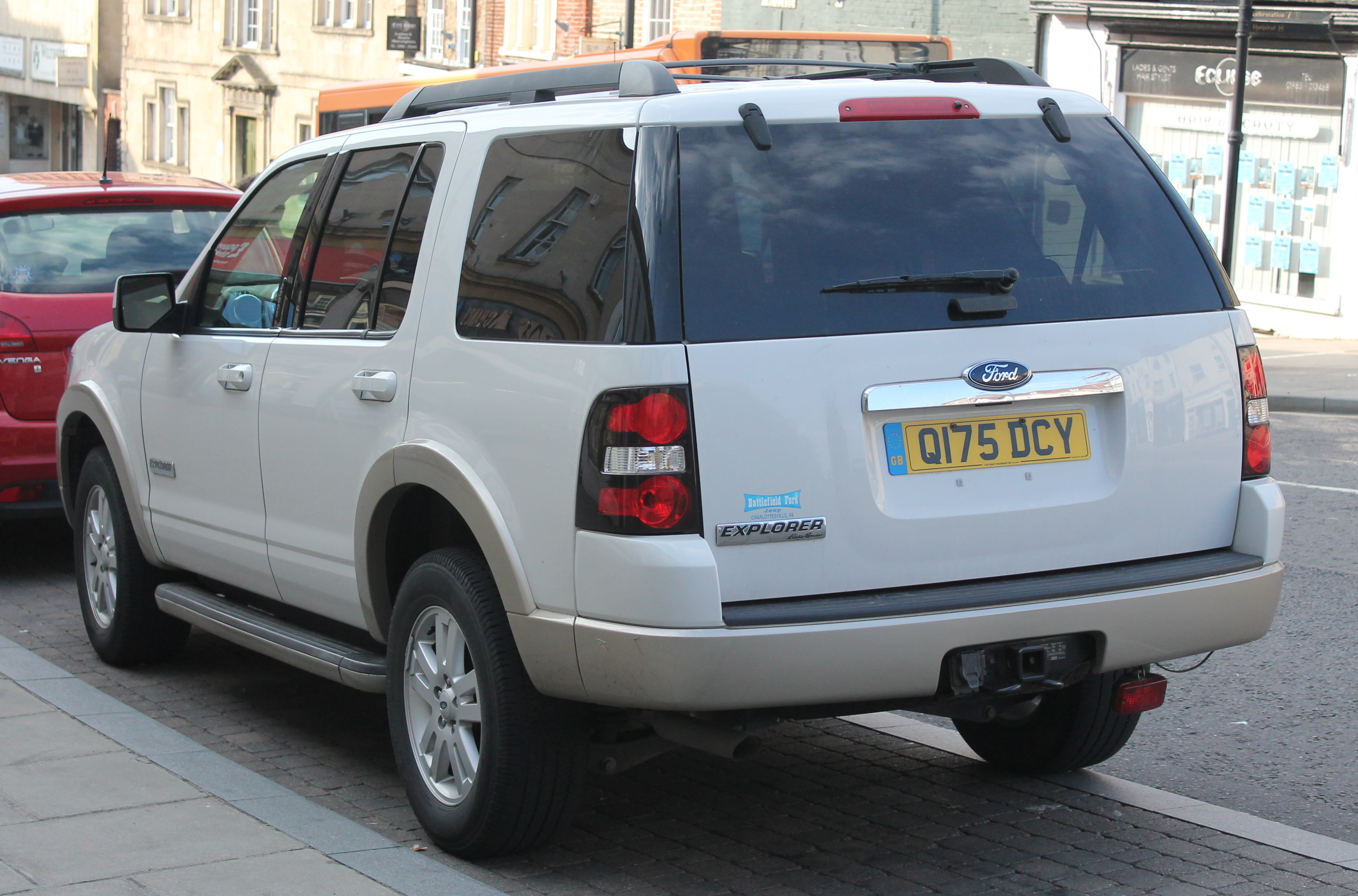
Heckansicht
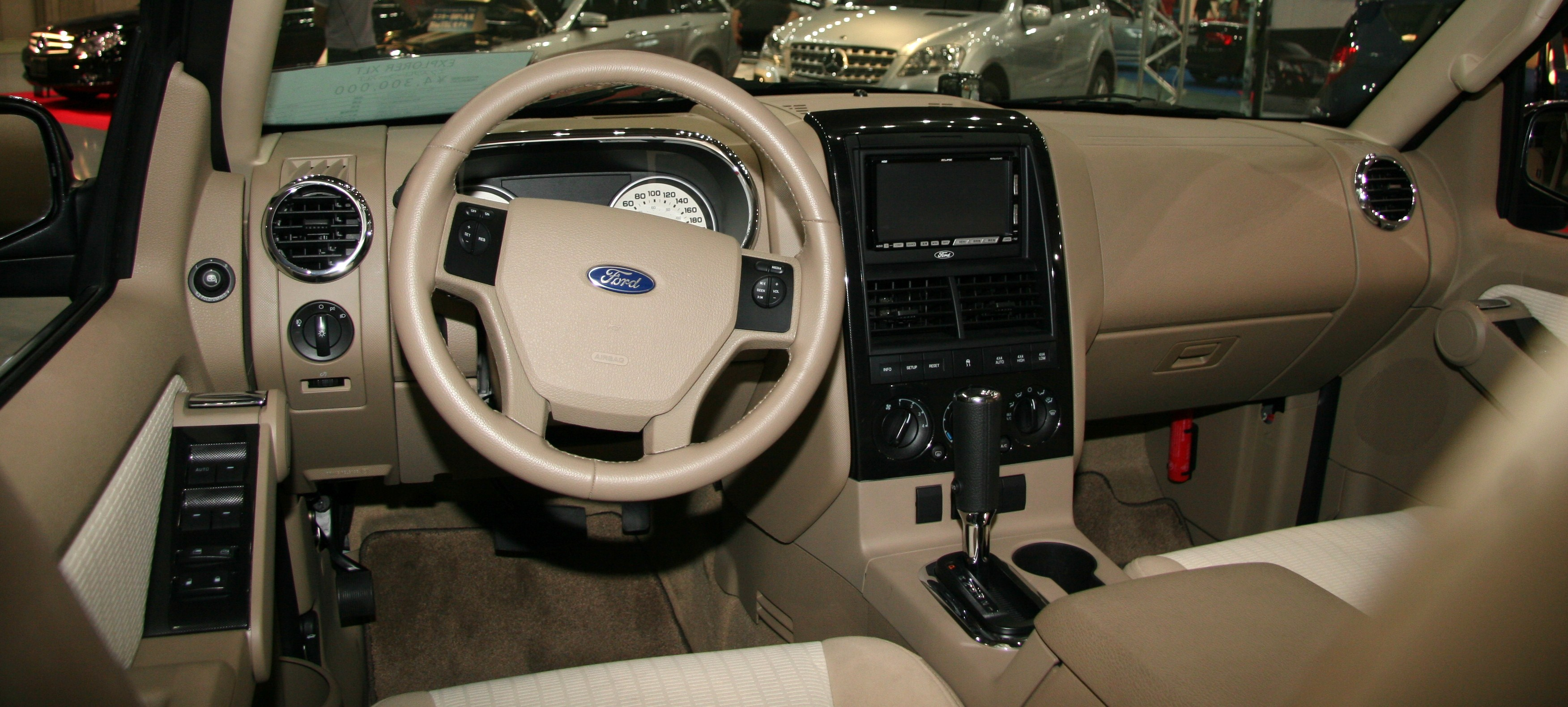
Interieur Ford Explorer XLT

| Modell                       | 4.0 V6             | 4.6 V8             |
| Zylinderzahl                 | 6                  | 8                  |
| Hubraum (cm³)                | 4015               | 4605               |
| Max. Leistung (kW/PS)        | 157/214 bei 5100   | 218/296 bei 5700   |
| Max. Drehmoment (Nm)         | 344 bei 3700       | 427 bei 4000       |
| Getriebe (Serienmäßig)       | 5-Stufen-Automatik | 6-Stufen-Automatik |
| Kohlenstoffdioxid-Emissionen | 345 g/km           | 324 g/km           |
| Tankinhalt (l)               | 85                 | 85                 |

## Fünfte Generation (2010–2019)
Im Dezember 2010 erschien die fünfte Generation des Explorer. 2012 erschien auf Basis des Explorers das Police Interceptor Utility.
Das Fahrwerk wie auch die Karosserie wurden bei der neuen Fahrzeuggeneration wesentlich überarbeitet. So ist die neue Generation sichtbar aerodynamischer gestaltet, und der Innenraum fällt geräumiger aus. Statt V8-Motoren bietet Ford für den Explorer ausschließlich Reihen-Vier- und V6-Benzinmotoren an. Das Aggregat verfügt über 3,5 Liter Hubraum und leistet 231 kW, der Kraftstoffverbrauch soll sich im Vergleich zum Vorgängermodell um 25 % reduzieren – vorläufige Herstellerangaben sprechen von jetzt 17–25 statt bisher 14–20 mpg. Ein Vierzylindermotor mit 2,0 Liter Hubraum mit 177 kW soll folgen. Exklusiv im Police Interceptor Utility ist ein 3,7 Liter großer V6-Benziner verbaut.
Im Jahr 2015 wurde der Ford Explorer überarbeitet.

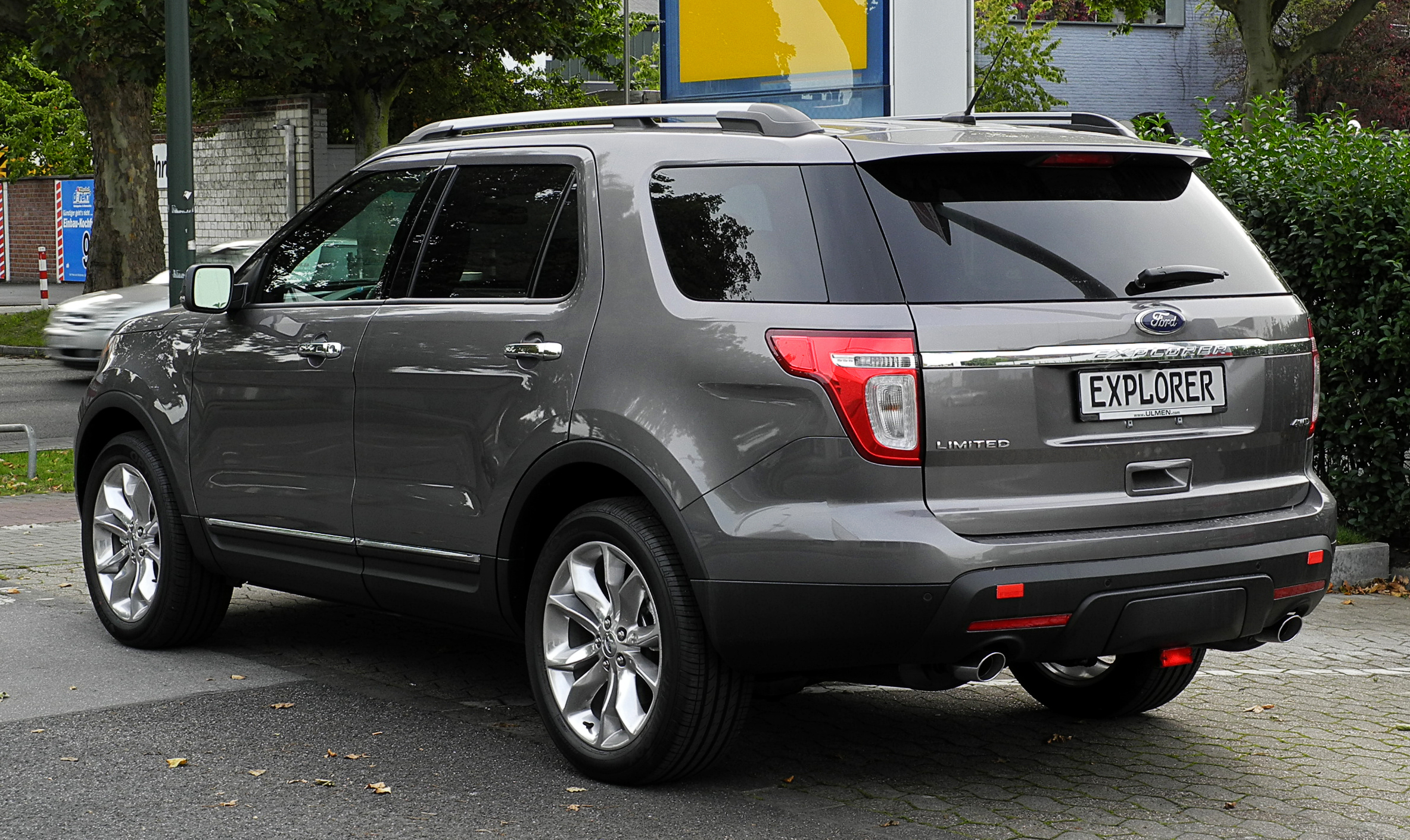
Heckansicht
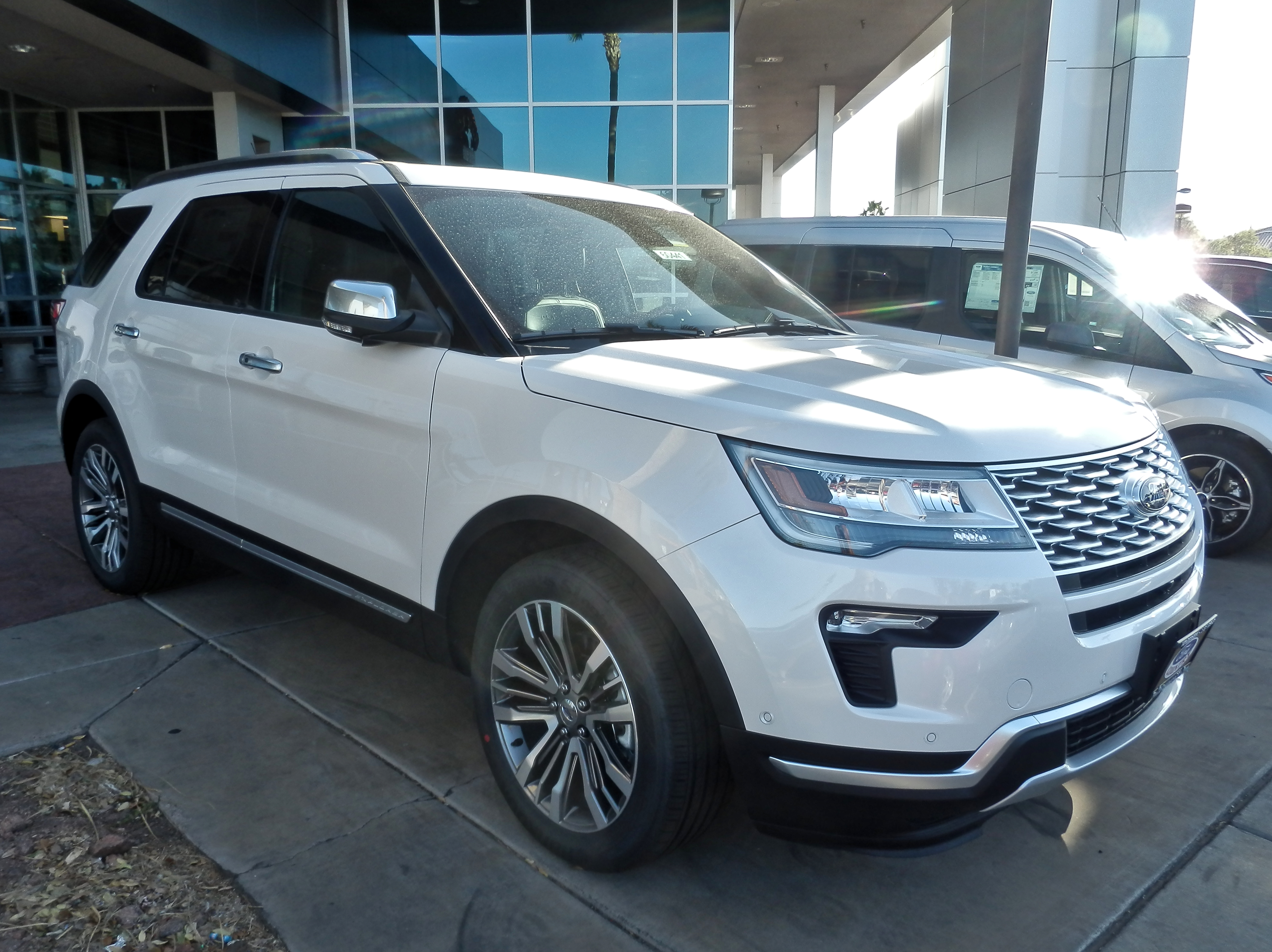
Ford Explorer (2015–2019)
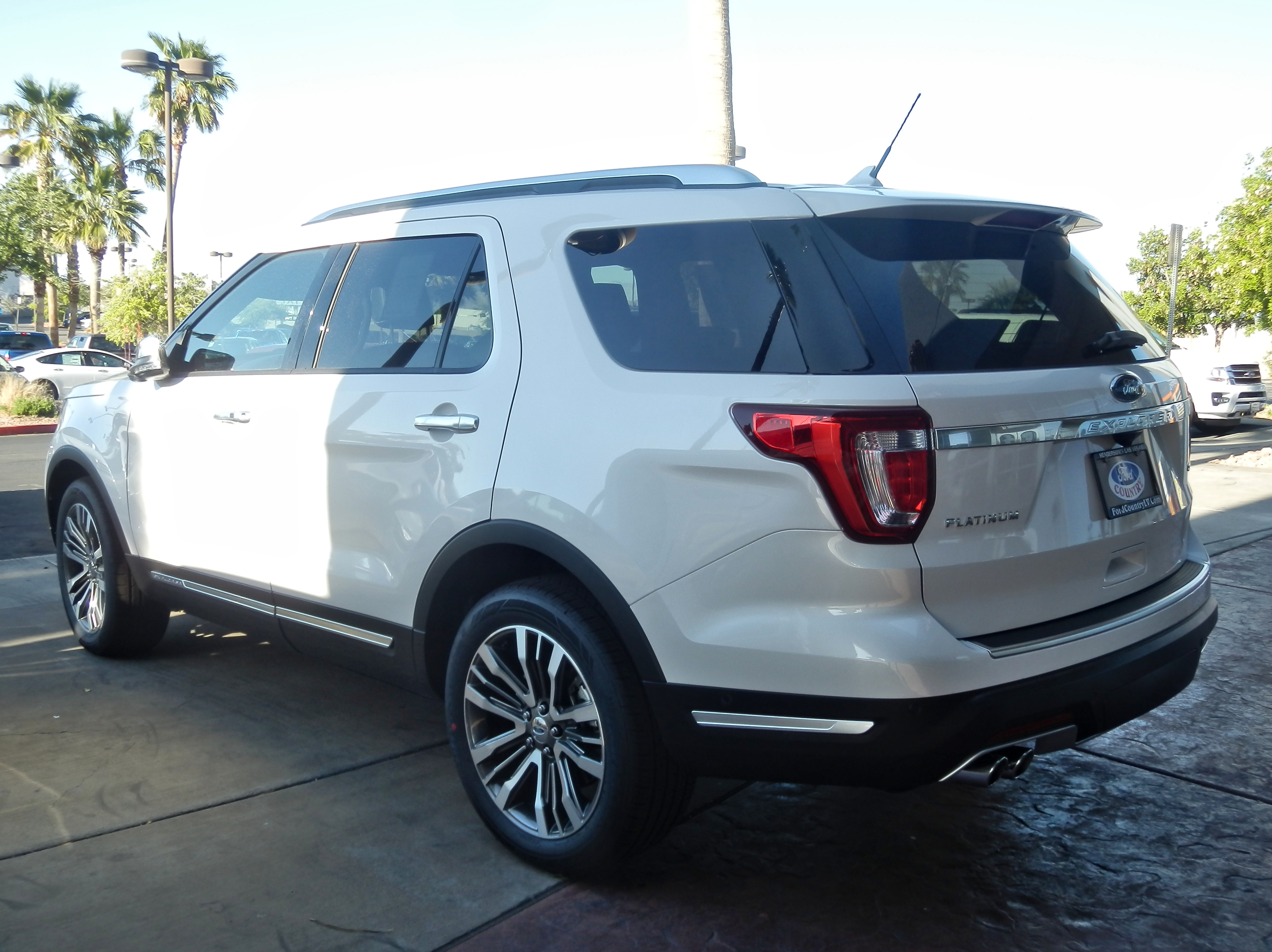
Heckansicht
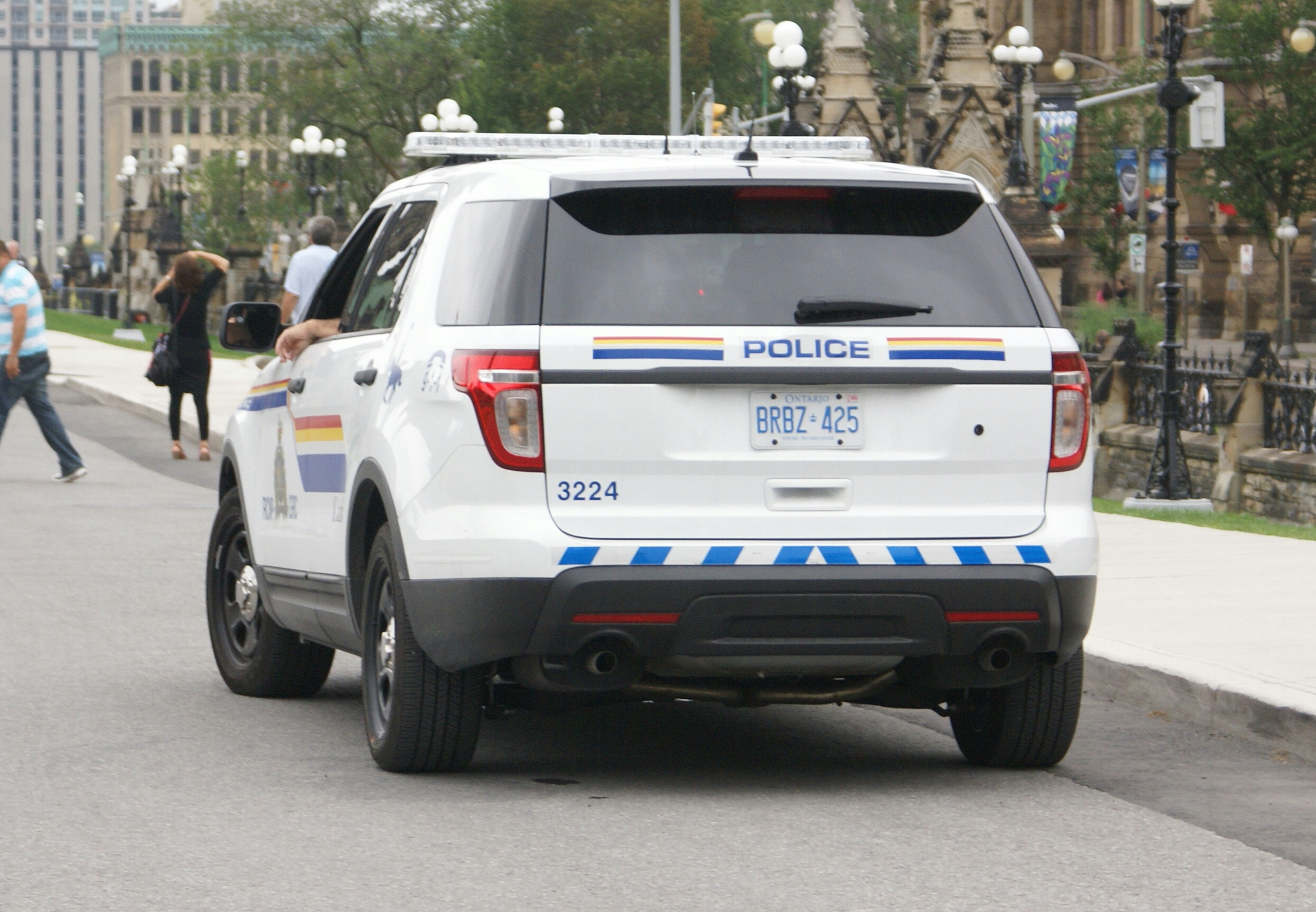
Police Interceptor Utility der Royal Canadian Mounted Police

### Technische Daten
| Modell                          | 2.0 Turbo FWD       | 3.5 Ti-VCT 4WD     | 3.5 FWD/4WD        | 3.5 EcoBoost 4WD   | 3.5 Twin-Turbo 4WD | 3.7 Ti-VCT V6 FFV 4WD |
| ------------------------------- | ------------------- | ------------------ | ------------------ | ------------------ | ------------------ | --------------------- |
| Zylinderzahl                    | R4                  | V6                 | V6                 | V6                 | V6                 | V6                    |
| Hubraum (cm³)                   | 1999                | 3496               | 3496               | 3496               | 3496               | 3721                  |
| max. Leistung (kW/PS)           | 177/240 bei 5500−1  | 183/249 bei 6500−1 | 213/290 bei 6500−1 | 254/345 bei 5700−1 | 268/365 bei 5500−1 | 227/304 bei 6500−1    |
| Max. Drehmoment (Nm)            | 365 bei 1750–4000−1 | 346 bei 4000−1     | 343 bei 4000−1     | 475 bei 3500−1     | 473 bei 3500−1     | 378 bei 4000−1        |
| Vmax (km/h)                     |                     | 183                | 183                | 193                | 193                | 211                   |
| Beschleunigung 0–100 (s)        |                     | 8,7                |                    | 6,4                |                    |                       |
| Getriebe (Serienmäßig)          | 6-Stufen-Automatik  | 6-Stufen-Automatik | 6-Stufen-Automatik | 6-Stufen-Automatik | 6-Stufen-Automatik | 6-Stufen-Automatik    |
| Verbrauch kombiniert (l/100 km) | noch unbekannt      | 11,0 Super         | 15,7 Super         | 12,3 Super         | noch unbekannt     | 11,1/14,7 Super/E85   |

## Sechste Generation (seit 2019)
Auf der North American International Auto Show im Januar 2019 präsentierte Ford die sechste Generation des Explorer. Das Modell wurde zwischen 2019 und 2023 auch wieder auf dem europäischen Markt angeboten. Im Rahmen der Internationalen Automobil-Ausstellung im September 2019 hatte eine Plug-in-Hybrid-Variante des SUV ihre Europapremiere. Im Gegensatz zum nordamerikanischen Markt wurde der Explorer in Europa ausschließlich als Plug-in-Hybrid vertrieben. Seit Juni 2020 wird die Baureihe auch erstmals in China produziert. Zuvor wurden dort verkaufte Modelle aus den Vereinigten Staaten importiert. Mit der Ausstattungsvariante Timberline präsentierte Ford im Mai 2021 eine geländegängigere Version. Für das Modelljahr 2025 präsentierte Ford im Februar 2024 eine überarbeitete Version der Baureihe. Sie gibt es nicht mehr in Europa.
Die Plattform teilt sich der Siebensitzer mit dem 2018 vorgestellten Lincoln Aviator.
Angetrieben wird der Plug-in-Hybrid von einem 257 kW (349 PS) starken Dreiliter-V6-Ottomotor mit Turboaufladung und einem 74 kW (101 PS) starken Elektromotor. Die Systemleistung gibt Ford mit 336 kW (457 PS) an. Der Lithium-Ionen-Akkumulator hat eine Kapazität von 13,1 kWh, wodurch eine elektrische Reichweite von 48 km ermöglicht werden soll.
Der Serienstart wurde durch mehrere Rückrufe überschattet. In der Folge wurden in Chicago fertig montierte Explorer-Modelle vor der Auslieferung zur erweiterten Qualitätskontrolle nach Flat Rock geschickt. Diese Probleme werden als Hauptgrund des Gewinnrückgangs der Ford Motor Company im letzten Quartal 2019 genannt.

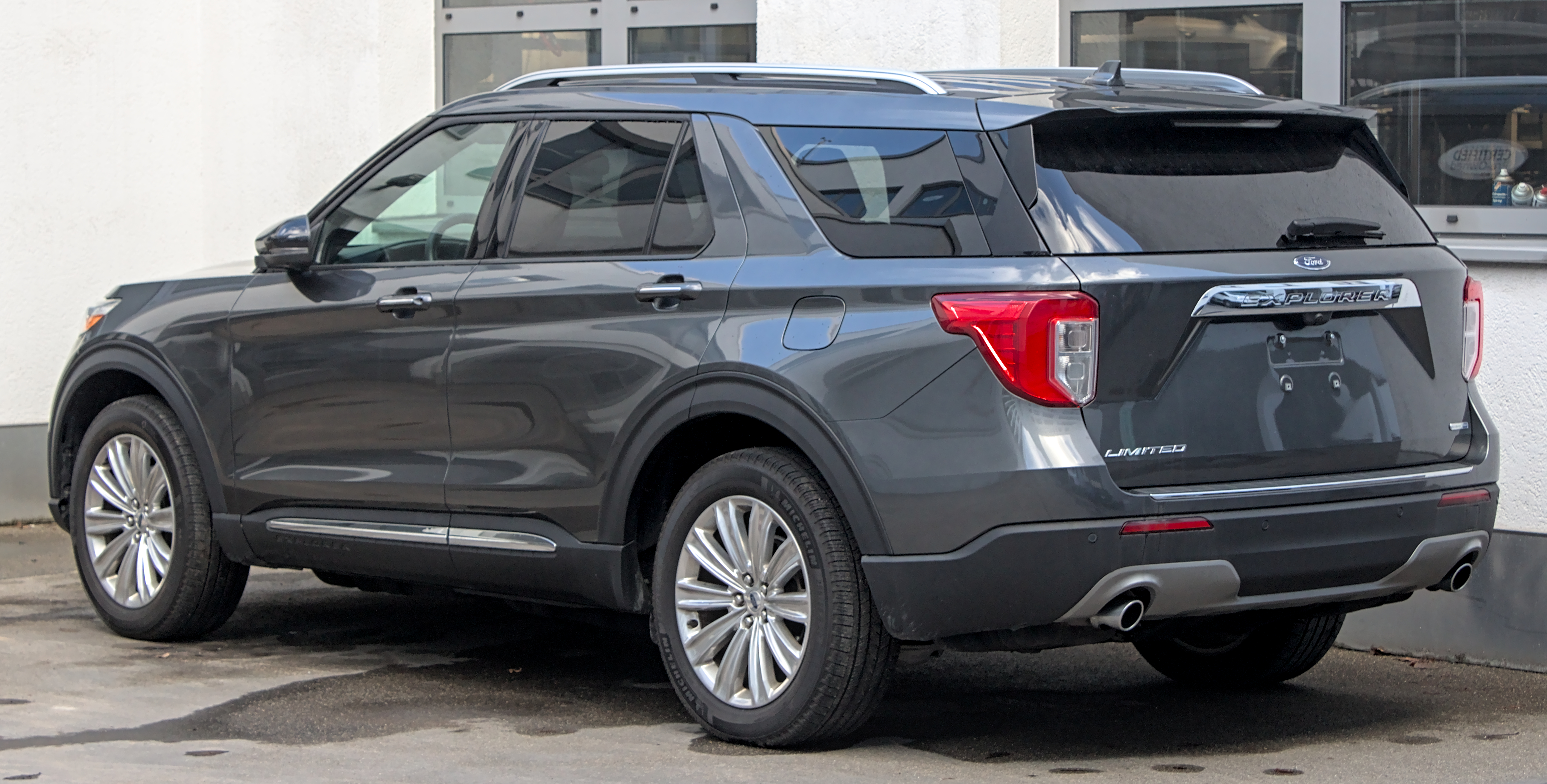
Heckansicht
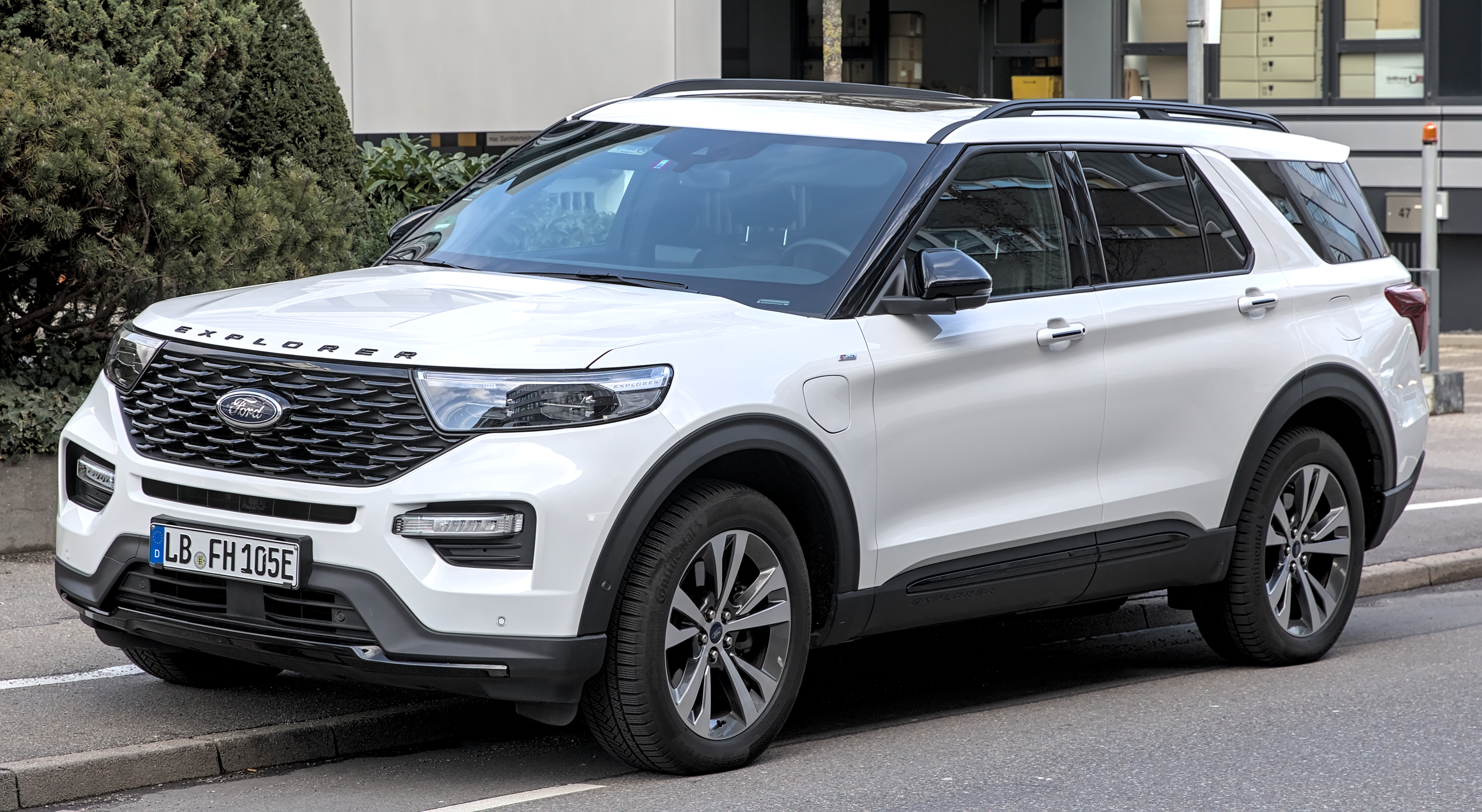
Ford Explorer PHEV (2019–2023)
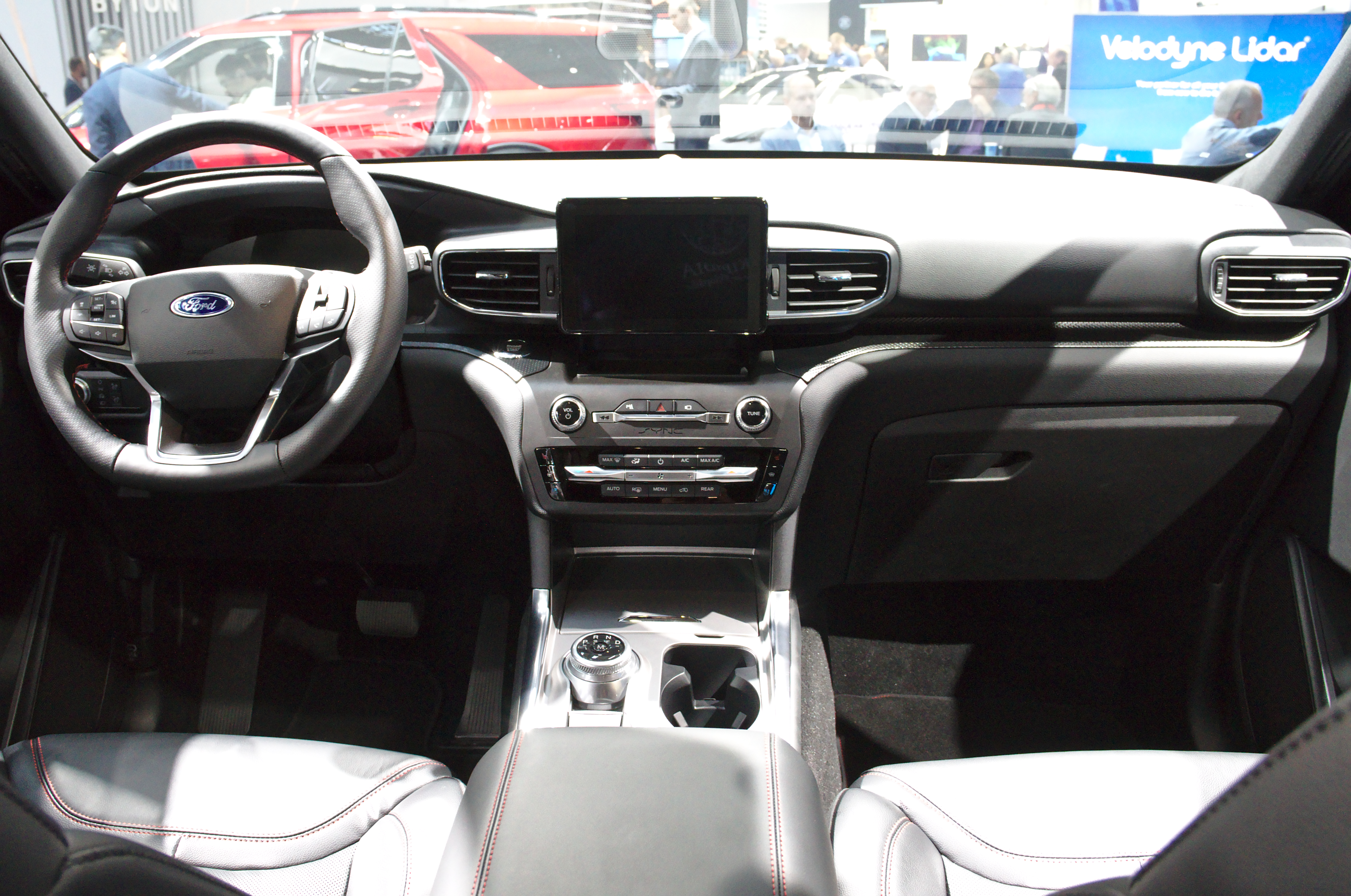
Innenansicht
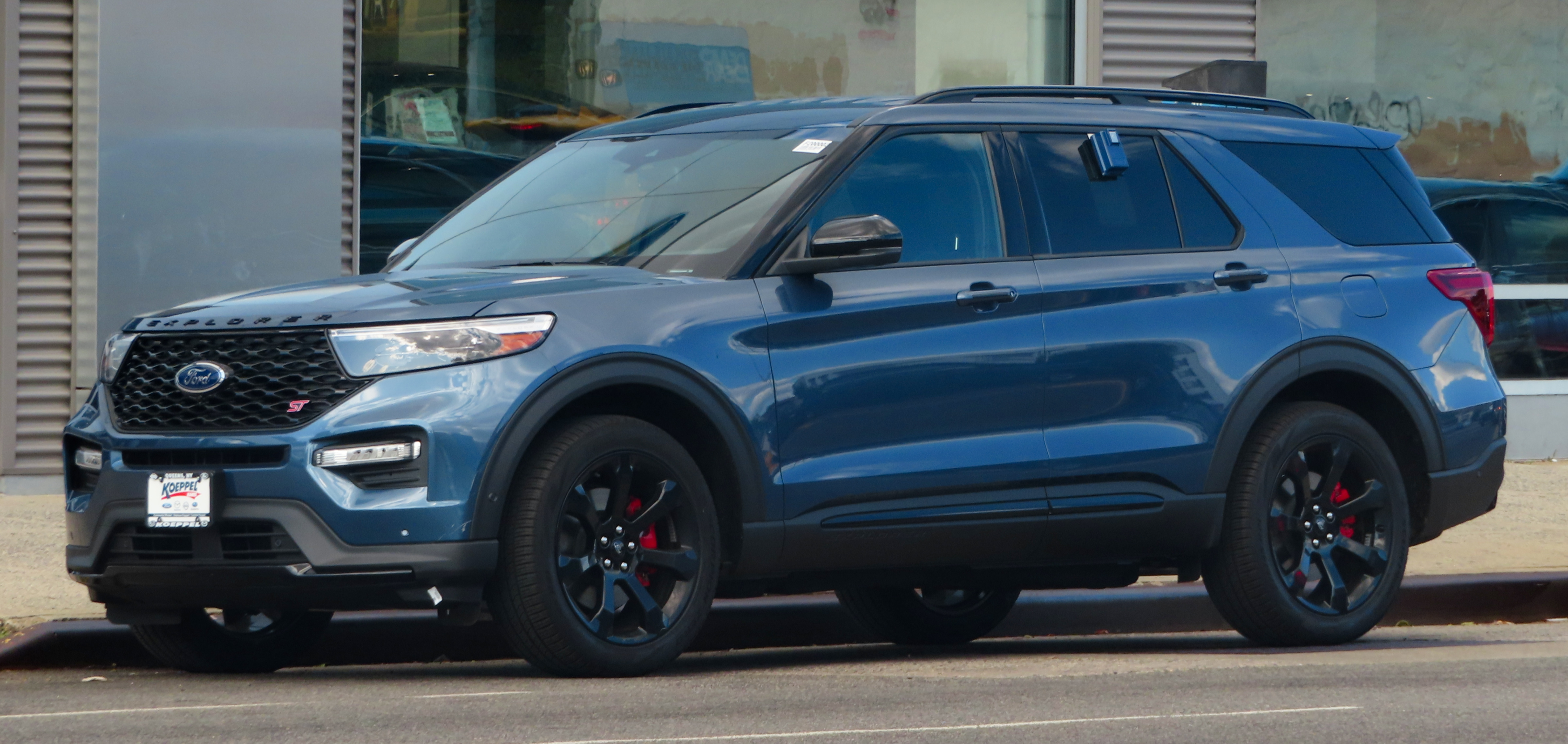
Ford Explorer ST
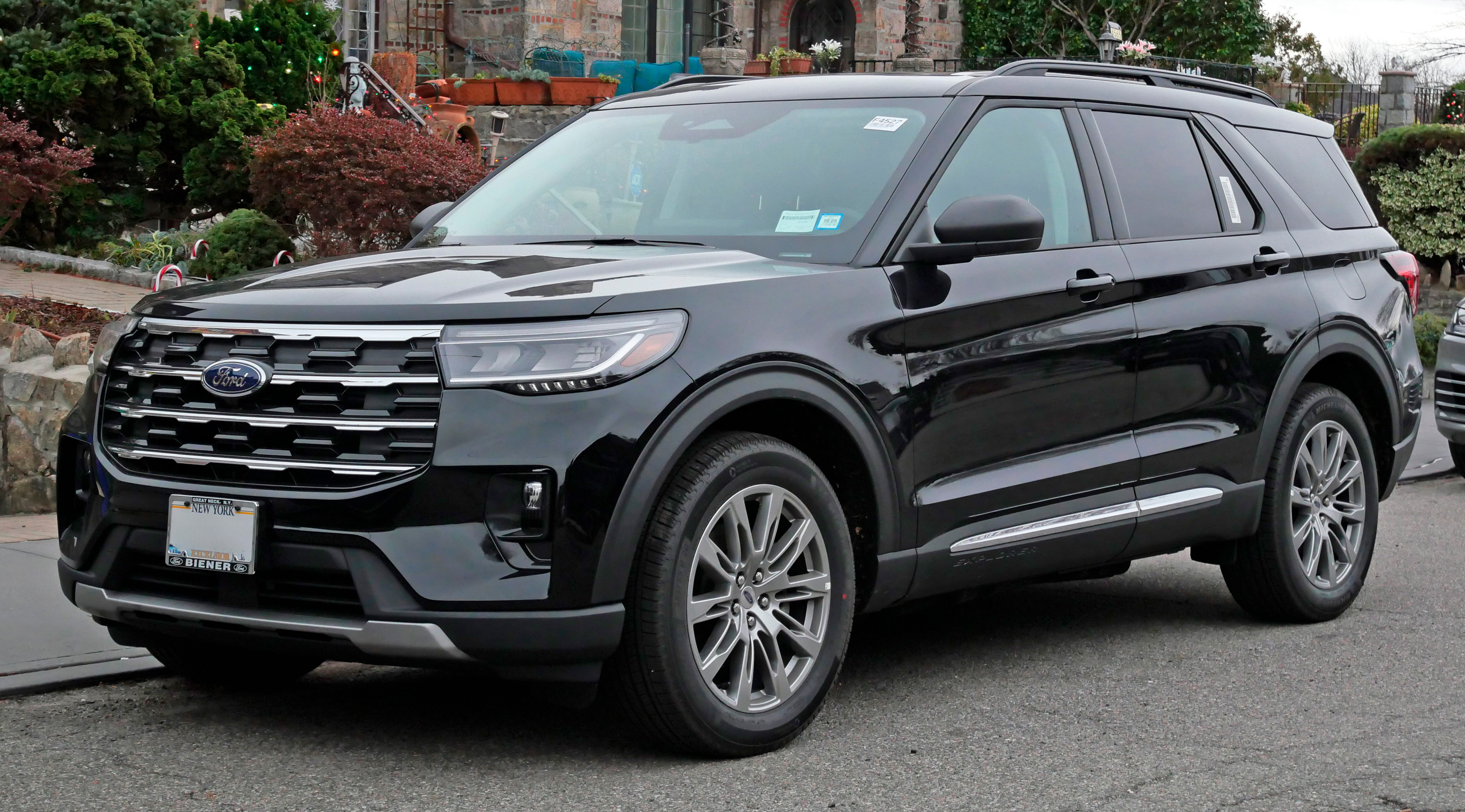
Ford Explorer (seit 2024)
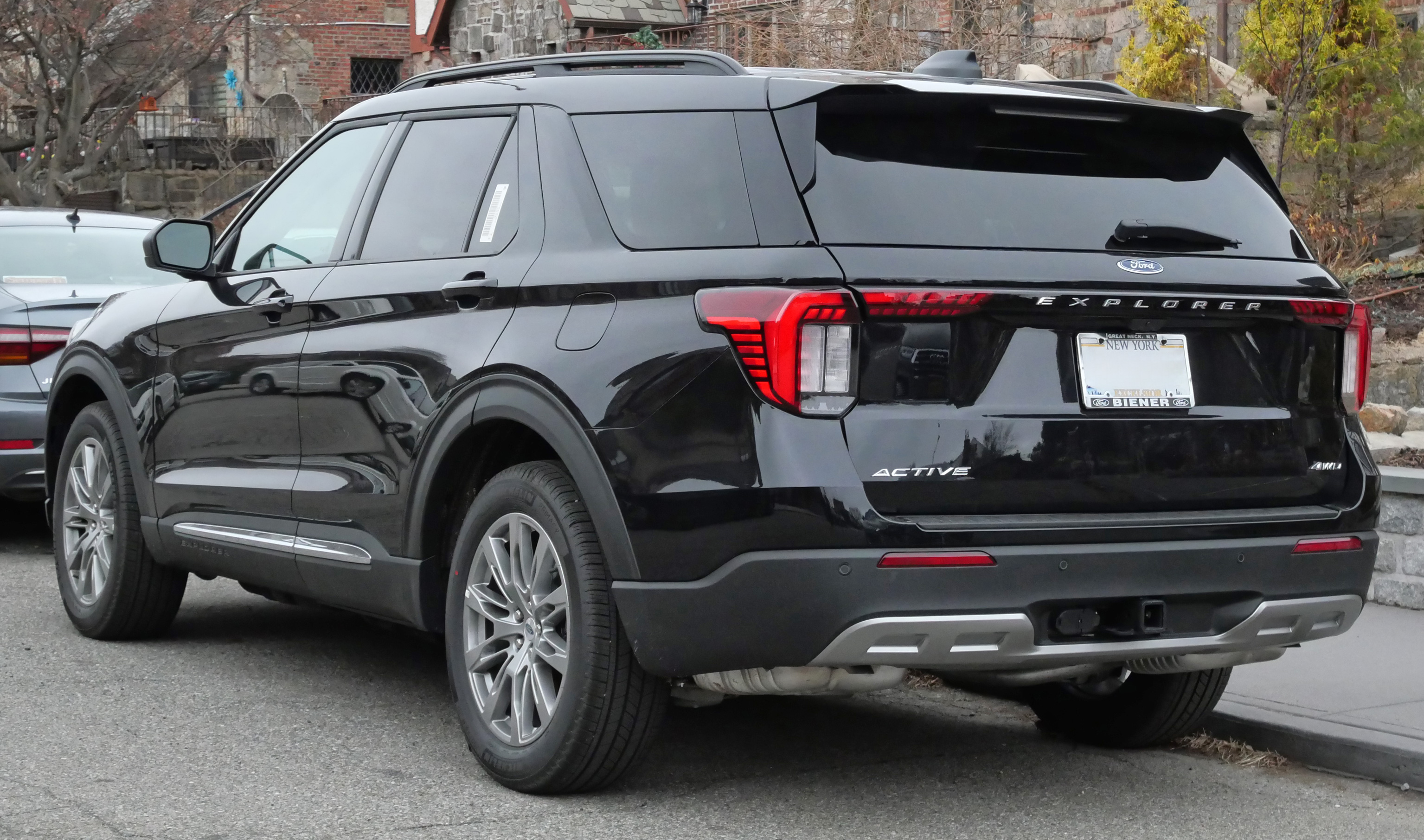
Heckansicht

### Technische Daten
| Kenngrößen                                  | 2.3 EcoBoost (1)             | 3.0 EcoBoost (1)            | 3.0 EcoBoost ST (1)          | 3.3 Hybrid (1)               | 3.0 EcoBoost PHEV (2)                                 |
| Bauzeitraum                                 | seit 05/2019                 | seit 05/2019                | seit 05/2019                 | 05/2019–10/2023              | 09/2019–10/2023                                       |
| Motorkenndaten                              |                              |                             |                              |                              |                                                       |
| Motortyp                                    | R4–Ottomotor                 | V6-Ottomotor                | V6-Ottomotor                 | V6-Ottomotor + Elektromotor  | V6-Ottomotor + Elektromotor                           |
| Hubraum                                     | 2294 cm³                     | 2956 cm³                    | 2956 cm³                     | 3339 cm³                     | 2956 cm³                                              |
| max. Leistung Verbrennungsmotor             | 224 kW (305 PS) bei 5500/min | 272 kW (370 PS)             | 298 kW (405 PS) bei 5500/min | 213 kW (290 PS) bei 6500/min | 257 kW (349 PS) bei 5750/min                          |
| max. Leistung Elektromotor                  | —                            | —                           | —                            | 32 kW (44 PS)                | 74 kW (101 PS)                                        |
| Systemleistung                              | —                            | —                           | —                            | 237 kW (322 PS)              | 336 kW (457 PS)                                       |
| max. Drehmoment Verbrennungsmotor           | 420 Nm bei 3500/min          | 515 Nm                      | 563 Nm bei 3500/min          | 353 Nm bei 4000/min          |                                                       |
| max. Drehmoment Elektromotor                | —                            | —                           | —                            |                              |                                                       |
| Systemdrehmoment                            | —                            | —                           | —                            | 437 Nm                       | 825 Nm                                                |
| Kraftübertragung                            |                              |                             |                              |                              |                                                       |
| Antrieb, serienmäßig                        | Hinterradantrieb             | Allradantrieb               | Allradantrieb                | Hinterradantrieb             | Allradantrieb                                         |
| Antrieb, optional                           | (Allradantrieb)              | —                           | —                            | (Allradantrieb)              | —                                                     |
| Getriebe                                    | 10-Stufen-Automatikgetriebe  | 10-Stufen-Automatikgetriebe | 10-Stufen-Automatikgetriebe  | 10-Stufen-Automatikgetriebe  | 10-Stufen-Automatikgetriebe                           |
| Messwerte                                   |                              |                             |                              |                              |                                                       |
| Höchstgeschwindigkeit                       | 214 km/h (214 km/h)          | k. A.                       | 255 km/h                     | k. A.                        | 230 km/h                                              |
| Beschleunigung, 0–100 km/h                  | 8,2 s (8,5 s)                | k. A.                       | 6,0 s                        | k. A.                        | 6,0 s                                                 |
| Kraftstoffverbrauch auf 100 km (kombiniert) | k. A.                        | k. A.                       | k. A.                        | k. A.                        | 2,9 l Super                                           |
| CO2-Emission (kombiniert)                   | k. A.                        | k. A.                       | k. A.                        | k. A.                        | 66 g/km                                               |
| Abgasnorm nach EU-Klassifikation            | k. A.                        | k. A.                       | k. A.                        | k. A.                        | Euro 6d-TEMP-EVAP-ISC (seit 08/2020: Euro 6d-ISC-FCM) |

### Zulassungszahlen in Deutschland
Seit 2020 bis einschließlich Dezember 2024 sind in der Bundesrepublik Deutschland insgesamt 4.340 Ford Explorer neu zugelassen worden. Mit 2.043 Einheiten war 2021 das erfolgreichste Verkaufsjahr.
| 922 \| \| |
|           |

|  |

| 922 \| \| |
|           |

|  |

| 1 \| \| |
|         |

|  |

| 2.042 \| \| |
|             |

|  |

| 1 \| \| |
|         |

|  |

| 2.042 \| \| |
|             |

|  |

| 393 \| \| |
|           |

|  |

| 393 \| \| |
|           |

|  |

| 1 \| \| |
|         |

|  |

| 336 \| \| |
|           |

|  |

| 1 \| \| |
|         |

|  |

| 336 \| \| |
|           |

|  |

| 1 \| \| |
|         |

|  |

| 644 \| \| |
|           |

|  |

| 1 \| \| |
|         |

|  |

| 644 \| \| |
|           |

|  |

| 922 \| \| |
|           |

|  |

| 922 \| \| |
|           |

|  |

| 1 \| \| |
|         |

|  |

| 2.042 \| \| |
|             |

|  |

| 1 \| \| |
|         |

|  |

| 2.042 \| \| |
|             |

|  |

| 393 \| \| |
|           |

|  |

| 393 \| \| |
|           |

|  |

| 1 \| \| |
|         |

|  |

| 336 \| \| |
|           |

|  |

| 1 \| \| |
|         |

|  |

| 336 \| \| |
|           |

|  |

| 1 \| \| |
|         |

|  |

| 644 \| \| |
|           |

|  |

| 1 \| \| |
|         |

|  |

| 644 \| \| |
|           |

|  |

| 922 \| \| |
|           |

|  |

| 922 \| \| |
|           |

|  |

| 1 \| \| |
|         |

|  |

| 2.042 \| \| |
|             |

|  |

| 1 \| \| |
|         |

|  |

| 2.042 \| \| |
|             |

|  |

| 393 \| \| |
|           |

|  |

| 393 \| \| |
|           |

|  |

| 1 \| \| |
|         |

|  |

| 336 \| \| |
|           |

|  |

| 1 \| \| |
|         |

|  |

| 336 \| \| |
|           |

|  |

| 1 \| \| |
|         |

|  |

| 644 \| \| |
|           |

|  |

| 1 \| \| |
|         |

|  |

| 644 \| \| |
|           |

|  |

| 922 \| \| |
|           |

|  |

| 922 \| \| |
|           |

|  |

| 1 \| \| |
|         |

|  |

| 2.042 \| \| |
|             |

|  |

| 1 \| \| |
|         |

|  |

| 2.042 \| \| |
|             |

|  |

| 393 \| \| |
|           |

|  |

| 393 \| \| |
|           |

|  |

| 1 \| \| |
|         |

|  |

| 336 \| \| |
|           |

|  |

| 1 \| \| |
|         |

|  |

| 336 \| \| |
|           |

|  |

| 1 \| \| |
|         |

|  |

| 644 \| \| |
|           |

|  |

| 1 \| \| |
|         |

|  |

| 644 \| \| |
|           |

|  |

|  | Benziner (3) |

|  | Benziner (3) |

|  | Benzin-PHEV (4.337) |

|  | Benzin-PHEV (4.337) |